# オナー・ハリントン・シリーズ

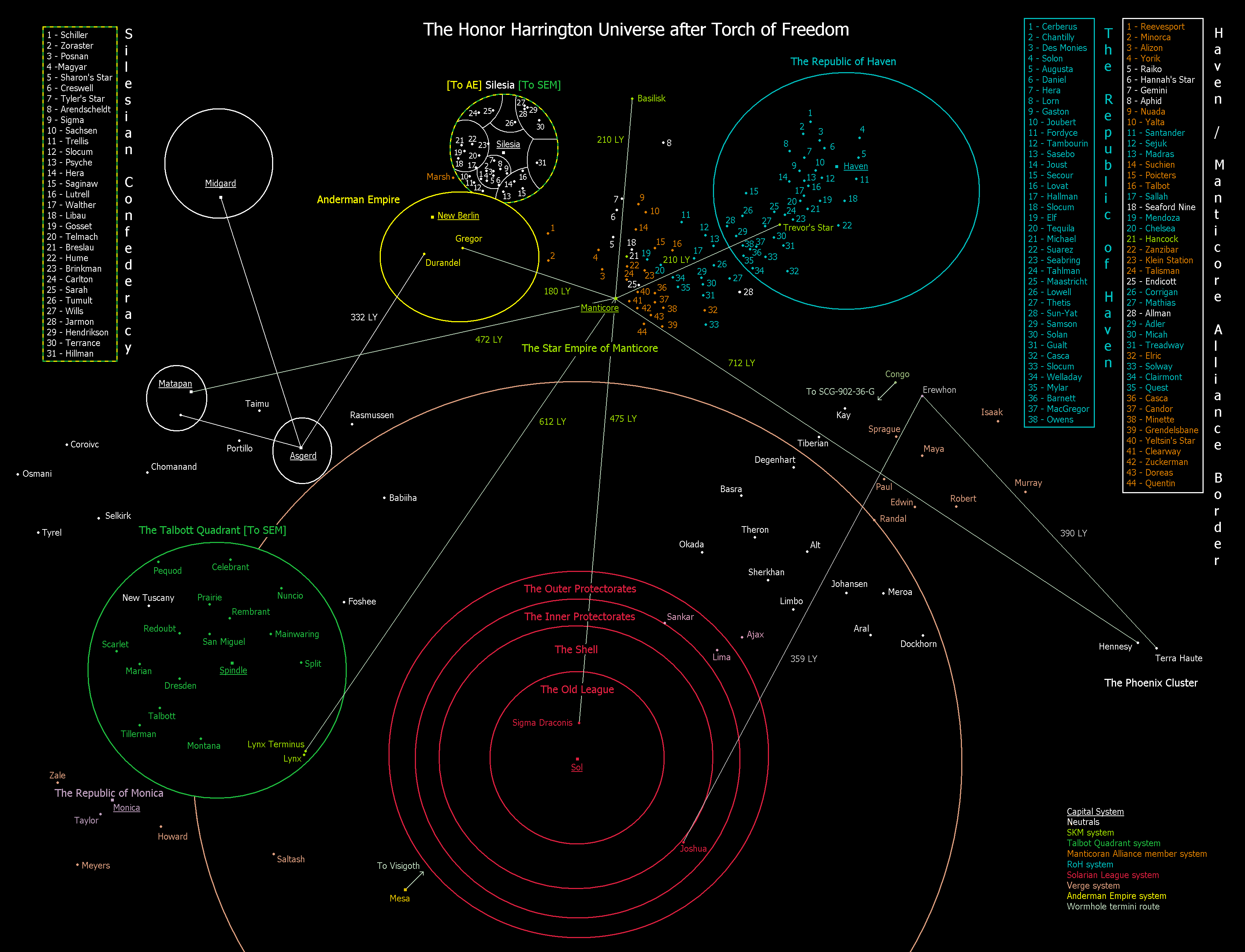
ファン作成による、オナー・ハリントン・シリーズの舞台となる宇宙の領域

『オナー・ハリントン・シリーズ』 (Honorverse) は、アメリカの作家デイヴィッド・ウェーバーによる共通の架空宇宙における SF小説のシリーズ作品の総称である。1992年から書き始められ、同一設定上で他の作家も作品を発表するシェアード・ワールドとなっている。

## 概要
シリーズは、イギリス王国をモデルとするマンティコア王国の女性軍人であり後に政治家ともなるオナー・ハリントンとその同僚たちを中心に描かれ、2000年ほど未来の銀河系での、激しい変化と緊張の時代を舞台にする。物語の多くは西暦4000年から4022年の間の出来事を扱うが、人類が太陽系から離散(ディアスポラ)し始めた西暦2103年から始まる離散紀元で暦が数えられる。本シリーズは、ハリントンが離散紀元1859年に生まれて40年後から始まるが、それ以前の出来事を扱う外伝もある。
シリーズ前半の政治情勢はヨーロッパにおける18世紀後半から19世紀にかけての歴史を反映している。特にセシル・スコット・フォレスターのホーンブロワーシリーズや、オナーのモデルとして実在のホレーショ・ネルソン提督が意識的になぞられている。マンティコア王国はイギリスをモデルとし、革命直後のフランスをモデルとするヘイブン人民共和国には、フランス革命時の著名人を意識的になぞらえた人物が数多く登場する。君主制と貴族制を維持するマンティコア王国は、革命により共和制となった直後に侵略国家となった大国ヘイブン人民共和国と死闘を繰り広げる。当初、作者はオナーを軍歴のピークとなる〈マンティコアの戦い〉でネルソンのように死なせ、オナーの子たちを主人公としてシリーズを続けるつもりだった。だが、マンティコア王国とヘイブン人民共和国が共通の敵と戦う外伝をエリック・フリントと共著することになり、この予定は大きく変わることになった。
シリーズ後半は、一転して遺伝子操作された奴隷を販売し、多くの政府を陰で操り、巨大企業を運営する、惑星メサを中心としたメサ連盟、およびこれに操られる巨大な太陽系同盟が主敵となる。メサ連盟は600年にわたり陰謀と秘密の技術を駆使して太陽系同盟を分裂させようとする。ともに奴隷制を憎むマンティコアとヘイブンは講和し連合して太陽系同盟およびメサ連盟と戦う。アメリカでの公民権運動の著名人をなぞらえた人物が多く登場するようになる。本シリーズの『Mission of Honor』以降の長編、およびサガナミ・シリーズ外伝とCrown of Slavesシリーズ外伝では、マンティコアとヘイブンが協力をはじめ、やがてベーオウルフなど他の国家とともに"大連合"を結成してメサ連盟と戦う。これら二つの外伝はそれぞれ別の登場人物を追い、銀河系内の異なる地域を舞台にして、巨大だが腐敗した太陽系同盟に関わりながら展開する。外伝に登場した人物や出来事が、本シリーズでも引き続き語られる。太陽系同盟は、メサ連盟に操られて失敗を重ね、辺境国家の離脱に遭い、マンティコアやベーオウルフを攻撃して失敗し、オナー率いる大連合の奇襲にあって降伏する羽目となる。メサ星系、およびメサ連盟の秘密基地星系の一つもまた相次いで大連合に征服される。
シリーズ外伝の長編およびアンソロジーには他の作家も参加しており、"シェアード・ワールド"となっている。またオナー・ハリントンの時代の約3百年前に舞台を移したシリーズ外伝の長編、中編および短編も書かれ、この時代から始まるメサ連盟の陰謀との戦いも描かれる。
日本語訳は、2007年の本シリーズ『女提督の凱旋』を最後に途絶えており、シリーズ外伝やアンソロジーは翻訳されていない。

## 設定

### 歴史
物語の約2000年前に、人類は太陽系からのディアスポラを始め、最初は光速以下の宇宙船で、のちにはより高速の超空間駆動の宇宙船で他の星系に植民する。初期の植民地が周辺に植民地を広げたため、植民地のネットワークが生まれる。ディアスポラの初期には光速以下の移動しかできなかったため、人類の生存には最適でなくとも地球の近くにある惑星に植民する需要がある。たとえば、大重力、薄い空気、濃い空気、そして毒性の環境などに対応するため、人間の遺伝子が改変される。スーパー兵士やスーパー知性、美しい容貌などを作りだす企業が現れ、地球上での〈最終戦争〉につながる。初期に植民され、進んだ技術を持つベーオウルフ等の植民地は地球の遺伝子プールの”洗浄”を行う。人類文化の中心はしばらくの間地球を離れ、復活には500年ほどを要する。太陽系同盟の中心として、地球のオールド・シカゴは同盟の事実上の首都として復活する。なお、公転周期の異なる多くの惑星では、地球標準年が共通して使われている。
巨大な人口を抱える太陽系同盟は複数の星間国家からなる同盟であり、終身制の高級官僚によって切り回され、コネによる情実人事が横行し腐敗している。メサ、ベーオウルフなどは太陽系同盟内の星間国家である。太陽系同盟に属さない星間国家としては、マンティコア、ヘイブン、アンダーマンなどがある。辺境部の星間国家は辺境保安庁によって監督を受け、同庁は太陽系同盟の航宙軍とは別の軍をもち、しばしば独裁者や巨大企業と結びついて人民を搾取し、腐敗している。

### 超空間駆動
超光速の超空間駆動システムは物語の約600年前に開発されている。各恒星から十分な距離を置けば、超空間への出入りが可能である。超空間内には連続する階層があり、その中には重力波が吹いている。〈ウォショースキー擬帆〉を船の周囲に展開すると、超空間を流れる重力波を捕えて、帆のように推進力を得る。より高い層は強い重力波があるため、より高速な移動が可能だが、危険な粒子密度や放射によって危険度が増す。重力波は地域ごとに強さや方向が偏在し、また重力波が存在しない星域もある。このため特定の航路の航行は容易であるが、光速以下の航行しかできない星域もある。貨物船の低コストの航行が可能となるが、同時にこれを狙う宙賊も現れる。
各層の粒子密度が障害となるため、粒子に対するシールドと船壁が航行速度を決定する。商船は巨大な船体と、微弱なシールドと、薄い船壁と超空間発生器を備え、過去の帆船のように低コストで輸送を行う。軍艦は強力なシールドと分厚い船壁を持って高い層を航行し、高速移動が可能である。
このほかに瞬間移動を可能にするワームホールもあり、複数のワームホールが近傍にある場合が多く、貿易拠点となっている。最も有名なのはマンティコア連星系にある6つ(のちには7つとなる)のワームホールからなるジャンクションであり、マンティコアに通行料や製造業貿易業からの多大な経済的貢献をもたらしている。

### 医療技術
オナーの時代の数十年前から、若さを保ち寿命を数倍に伸ばす技術が発明され、オナーの時代には第三世代の治療が行き渡っている。だがこの治療はある年齢より若い人間にしか効果はない。そのため、最近孤立を解消したグレイソンなどの世界では、既に老年を迎えた人々は恩恵に授かることはできない。また、長寿技術の導入にはそれなりの医療基盤と経済力が要求されるため、辺境星域では導入が遅れ一部富裕層のみが恩恵にあずかるケースもあり、世代間・社会階層間の摩擦を生むこともある。
安全な人工子宮が実用化されており、軍務に就く女性などはこれを利用して、産休をとらずに子孫をもつことが一般的である。
遺伝子改変技術やクローン技術も一般化しており、メサは遺伝子改変された奴隷を商品化していることで知られるが、奴隷はマンティコアやヘイブン、そしてベーオウルフなどでは禁止されている。

### 政治
シリーズには多くの星間国家が登場する。主人公のオナー・ハリントンはマンティコア王国の市民であり、宿敵となるのはヘイブン人民共和国である。この二つの国はそれぞれフランス革命時代のイギリス王国とフランスを類型としているが、ヘイブンには軍への人民委員の派遣などソビエトの影響も見られる。本シリーズ当初に戦争が始まり、やがて二国間には平和が訪れるが、太陽系同盟が共通の敵となる。外伝において、さらに危険な敵である星間企業が現れ、これらは秘密に包まれるメサ連盟の一部であることがわかる。メサ連盟は太陽系同盟を操ってその秩序を破壊し分裂させ、マンティコア、ヘイブン、そしてベーオウルフを完全に破壊する計画を数百年にわたって慎重に実行する。
過去500年にわたって、飛躍的な技術の進歩は現れていない。軍事戦略および戦術面の進歩も行き詰まっていたが、マンティコアとヘイブンの戦争によって停滞は破れ、両国の軍事技術は太陽系同盟に対しても優勢となる。

## 作品

### オナー・ハリントン・シリーズ(本シリーズ)
日本では「紅の勇者オナー・ハリントン」シリーズ 早川書房〈ハヤカワ文庫SF〉として一部が出版されている。

#### 新艦長着任！
On Basilisk Station
マンティコアの若きオナー・ハリントン宙佐補はモリネコのニミッツと共に軽巡洋艦フィアレスの艦長として着任するが、艦には欠陥だらけの新兵器しか備えられていない。士官学校以来の仇敵のパヴェル・ヤングがオナーを陥れるために自艦をマンティコアに戻し、オナーの艦はマンティコア・ジャンクションに通じるバシリスク星系を一艦のみで守備することになる。
マンティコアのライバルである星間国家ヘイブン人民共和国は、福祉予算と軍事予算の増大に悩み、長い戦争を終結させるため、マンティコアにワームホールで繋がるバシリスク星系を手に入れようと狙う。オナーは様々な情報を統合してこれを察知し、自艦と乗組員に多大な損傷を追いながらもヘイブンの偽装艦を撃破する。オナーはマンティコアに凱旋し、上級宙佐に昇進して同名の新造重巡洋艦フィアレスの指揮を任される。

#### グレイソン攻防戦
The Honor of the Queen
バシリスクの戦いから3年後、オナーは小戦隊を率いて恩師のクールヴォジエ提督を代表とする外交使節団をイェリツィン星系の惑星グレイソンに送り届ける。グレイソンはヘイブンからの侵略路にあたり、またヘイブンはグレイソンの仇敵のマサダと同盟を結ぼうとしている。オナーの不在の間、マサダがヘイブンから購入したと称する巡洋戦艦でグレイソンに攻め込み、クールヴォジエは戦死する。オナーは急ぎ戻ってグレイソンを防衛し、片目を失いながらも体を張ってマサダ内通勢力による護国卿ベンジャミン・メイヒューの暗殺を阻止し、女性差別主義に凝り固まるグレイソン人の見方を一変させる。
オナーはグレイソンとマンティコアからなる連合艦隊を率いて、マサダ艦隊を撃破し、イェリツィン星系内に設けられたマサダの秘密基地を占領、虐待されたマンティコア人の捕虜を救出する。マサダはヘイブンの意図に反して巡洋戦艦を奪い、再びグレイソンに攻め入るが、オナーが呼んでいたマンティコア艦隊が到着する。増援のマンティコア艦隊が交戦距離に入る目前でオナーの乗艦フィアレスはマサダに奪取された巡洋戦艦を撃破する。トマス・テイスマンはマンティコアの捕虜となる。マンティコアとグレイソンの連合艦隊はマサダ星を占領する。この功績に対し、護国卿はオナーに勲章を授与し、新たな封領の領主とする。マンティコアもオナーを女伯爵とする。

#### 巡洋戦艦〈ナイキ〉出撃！
The Short Victorious War
増大する軍事費と給付金によって財政危機に瀕したヘイブン人民共和国は、マンティコアに短期の戦争を挑んで勝利しようとする。負傷から癒えたオナーは新造された巡洋戦艦ナイキを与えられ、副長には親友のミシェル・ヘンケが命じられる。ハンコック駐屯地に到着したナイキの不具合の修理中、オナーはポール・タンカースレイとの交際を始める。
ヘイヴンは各地で挑発的な襲撃行動を繰り返し、アントン・ジルウィッキは輸送船団護衛作戦で妻を失う。
ハンコックと対峙するヘイヴンの司令官は太陽系同盟から購入した技術を用いた高いステルス性能のセンサーを使用してマンティコアの防御の弱点を見つけ、ハンコック駐屯地を攻撃する。オナーはサーナウ提督(宙将補)の旗艦艦長として優勢なヘイブン戦闘戦隊を必死で押しとどめる。仇敵のパヴェル・ヤングは会戦直前にハンコック星系に派遣され、サーナウ旗下の巡洋艦戦隊の次席指揮官となっていたが、戦闘の最終局面で、臆病風に吹かれたヤングは命令を無視して防御隊形から離脱し、その結果指揮権を奪われて軍事法廷に送られる。
この戦闘において、劣勢を強いられたマンティコア戦隊はミサイル砲架を活用し、その有効性を証明することになる。
ヘイブンでは、ロベス・ピエール、オスカー・サン=ジュスト、コーデリア・ランサムの三人が世襲大統領を殺し政府を転覆させる。三人は殺害をヘイブン航宙軍のせいにし、国家安全評議会によって共和国を運営し、政治家と軍幹部を追放して権力を固める。

#### 復讐の女艦長
Field of Dishonor
ハンコック駐屯地での戦いの直後、パヴェル・ヤングは軍法会議によって航宙軍を追放されるが、父の死によりノース・ホロウ伯となる。オナーがグレイソンを訪問している間、ヤングはオナーへの復讐のため殺し屋を雇ってオナーの恋人のポール・タンカースレイを決闘で殺させる。
マンティコアに戻ったオナーは復讐心に燃え、決闘で殺し屋を殺し、パヴェル・ヤングが殺し屋を雇っていたことをメディアの前で公言する。ホワイト・ヘイブン伯の命令に反してオナーはヤングを上院議場で侮辱し決闘に追い込む。決闘でヤングは卑怯にもオナーを背後から撃つが、返り撃ちに遭う。貴族たちは怒り、オナーは航宙軍を半給休職となる。オナーは暫くの間グレイソンに行くことにする。

#### 航宙軍提督ハリントン
Flag in Exile
オナーはグレイソンの自封領の経営に専念するが、請われて経験不足のグレイソン軍の提督となり、超弩級艦を連ねる艦隊を率いて演習を行う。
一方ヘイブンはマンティコア航宙軍とグレイソン航宙軍の主力を前線におびき出すおとり作戦を実行し、イェリツェン星系に残る主力艦はオナー率いる第一戦闘戦隊の超弩級艦6隻だけになる。ヘイヴンはおとり作戦と並行してグレイソンの軌道上の施設を破壊し、マサダに新兵器を与え騒乱を起こすため戦列艦36隻からなる大兵力を派遣する。グレイソンの保守派は護国卿の改革に反対し、オナーの領地のドームを破壊し、オナーの暗殺を図る。護国卿のチャンピオンとして、オナーは保守派の指導者を剣で倒す。
直後に、ヘイブンの艦隊がグレイソンの軌道施設を破壊するために来襲する。オナー率いるグレイソン艦隊は巡洋戦艦部隊の影に超弩級艦を隠蔽して接近しヘイヴン艦隊と対決、超弩級艦1隻と巡洋戦艦5隻を失いながらもヘイヴン戦列艦戦隊24隻中23隻を撃破、壊滅させる。トマス・テイスマンが戦列艦戦隊の残り12隻を率いて後衛についているが、さらなる戦闘を回避して離脱する。

#### サイレジア偽装作戦
Honor Among Enemies
オナーがグレイソンに追放されて3年以上が経つ。オナーを敵視する実業家のクラウス・ハウプトマンは、マンティコア王国とアンダーマン帝国の係争地であるサイレジア連邦での海賊による被害に悩み、海賊を退治する危険な任務にオナーをつけようと政治工作を行う。オナーはマンティコア航宙軍に戻り、4隻の偽装船を率いて海賊を退治する命令を受ける。偽装船には軽戦支援艇、多くのミサイル砲架、そしてエネルギー兵器は備えられていたものの、通常の軍艦に比べれば速度は遅く防御は手薄である。戦隊には性悪な乗組員も乗り込んでおり、凄惨ないじめを繰り返す。
オナーの指揮のもと乗員たちは海賊と戦う。ヘイブン航宙軍のワーナー・キャスレットはシャノン・フォレイカーと共にサイレジアでマンティコアの通商を妨害する任務に着くが、海賊に襲われたマンティコアの商船を見かけ、数的不利にもかかわらず海賊を攻撃する。だが商船は偽装していたオナーの船であり、海賊船を破壊したあと、圧倒的な戦力でキャスレットらを降伏させる。オナーは捕虜となったヘイブン士官らを丁重に扱い、相互信頼を築く。
オナーは海賊を破り、占領されていた惑星を解放する。ハウプトマンは視察のためにサイレジア連邦に旅していたが、ヘイブン戦隊に襲われる。オナーは自艦と3分の2の乗員を犠牲にしながらヘイブン艦を巡洋戦艦2隻を撃破、ハウプトマンを救う。ハウプトマンはオナーに感謝して和解する。

#### 囚われの女提督
In Enemy Hands
グレイソンを訪れたホワイト・ヘイブン伯はオナーと戦術を巡って口論になるが、彼女への好意に気づき、オナーもまたモリネコのニミッツを通じてそれを察する。
オナーは船団の護衛任務中にヘイブンのレスター・トルヴィルとシャノン・フォレイカーの率いる艦隊に奇襲を受け、マンティコア船団の大半を逃がすが自らの艦は損傷を受け、降伏する。
ヘイブンの公報省長官のコーデリア・ランサムはオナーを宣伝に利用しようと、オナーらを自らの旗艦に移し、ワーナー・キャスレットを連絡要員として連れて過酷な収容所惑星ハデスに向かう。ランサムはオナーの部下に転向を呼びかけ、ハークネスはこれに応じる。
ハークネスは仲間を裏切ってはおらず、ヘイブンの見張りを騙して保安および通信システムをハッキングし、解放された捕虜は多くの犠牲を払いながらも船を破壊してランサムは死ぬ。オナーは片腕を失う。オナーら30人余りの仲間はヘイブンのシャトルを乗っ取り、キャスレットと共にハデスに着陸する。オナーらが残酷に扱われることに心を痛めていたトルヴィルとフォレイカーは、脱出に気づくが探知記録を消去する。

#### 女提督の凱旋
Echoes of Honor
捏造されたオナーの処刑の様子は銀河系中に放送され、グレイソンとマンティコアは空の棺で国葬を行う。オナーの死にマンティコアは衝撃を受け、グレイソンは激怒する。
だがオナーと仲間たちはヘイブンの収容所惑星ハデスで生存しており、元軍人の囚人たちと協力して収容所を乗っ取る。
一方、ヘイブン航宙軍を指揮するエスター・マックィーンはマンティコアに対して攻勢に出てハンコックやバシリスクなどを攻撃する。マンティコアは劣勢を覆すべく開発中の新兵器、就役したばかりの新型艦を投入する。
オナーらは国防警務局の施設を手に収め、収容所惑星ハデスの50万人近い戦争捕虜とヘイブンの政治犯をすべて解放する。捕獲したヘイヴンの単独行動艦に乗せられていたマンティコア側の連合軍捕虜からヘイブンの攻勢を耳にしたオナーは、マンティコアは救助に来ることが出来ないと知る。連合軍捕虜、そして過去にヘイヴンに制圧された国々の捕虜とも協力し、強制労働の徴発のため収容所惑星を訪れたヘイブンの船団を奪う。全員を脱出させるには船が足りないため、オナーの指揮のもと、元囚人たちは志願者を募り新たな航宙軍「エリュシオン航宙軍」を結成する。輸送船に乗せられるだけの元囚人を乗せて送り出し、エリュシオン航宙軍は次の船団を持ち受ける。そしてハデス収容所奪取を察知して制圧に来襲した国防警務局の艦隊を打ち破り、兵士を載せた輸送艦を拿捕する。ついに総員が収容所惑星を脱出しオナーは戦争捕虜とヘイヴン政治犯を連れて帰郷する。（本作は、セシル・スコット・フォレスター著の「勇者の帰還（原題 Flying Colours）」のオマージュとも言われている）

#### Ashes of Victory
未訳
オナーはマンティコアに帰還し、母がオナーのグレイソン封領相続のために双子を出産したことを知る。オナーはマンティコア航宙軍史上初の三階級特進により提督となり公爵に叙されるが、負傷の治療のために軍務にはすぐに戻らず、サガナミ島の士官学校校長に就任する（士官学校校長は提督職と定められているのも異例の三階級特進の理由の一つであった）。オナーはモリネコの知性を証明し、モリネコと人が会話できる手話が開発される。
ヘイブン人民共和国では、オナー生存の事実を敵国報道から知らされた軍務相マックイーンとロブ・S・ピエール、オスカル・サン=ジュストとの対立が深まる。マックイーンがクーデターを起こし、ロブ・ピエールら国家安全評議会の委員の多くを殺すが、オスカル・サン=ジュストは逃れ、航宙軍省の地下に隠した核兵器を爆発させてマックイーンを始めとするクーデター派を抹殺し、サン=ジュストの一頭独裁体制となる。その直後、人民共和国の主要拠点のバーネット基地司令官から本国に召還されたトマス・テイスマン提督がヘイヴン本星系に到着し、国家の現状に絶望と憤怒を抱きながらもサン=ジュストの要請によりエスター・マックイーンの後任の軍務相に就任する。
一方マンティコアは新兵器を装備した第八艦隊を率いてヘイブン宙域に攻め込み、今にもヘイブン星系に攻め込もうとする。サン=ジュストはマサダのテロリストを使って、マンティコアの首相クロマーティ公を暗殺するが、エリザベス女王とベンジャミン・メイヒュー護国卿はオナーの機転と努力で暗殺を逃れる。
暗殺の結果、マンティコアではハイ・リッジ男爵の率いる野党が政権を握る。サン=ジュストは停戦を申し出、ヘイブンが無条件降伏の瀬戸際にあったに関わらず、マンティコア政府は受諾する。
マンティコアの攻勢から逃れたサン=ジュストは航宙軍の粛清に乗り出し、レスター・トルヴィルやジャヴィエル・ジスカールなどの有能な将校を逮捕しようとする。だがトマス・テイスマンがクーデターを起こし、サン=ジュストを自らの手で射殺する。

#### War of Honor
未訳
停戦から5年たつが、マンティコアとヘイブンの間に平和条約はいまだ結ばれていない。ヘイヴン国内では新生した共和国と旧国警局勢力との間の内戦がようやく終結に向かいつつある。
マンティコアでは、ハイ・リッジ男爵の政府が、名目上の戦争状態を保つことで、戦争税を福祉予算に転用して有権者の支持をつなぎ止める。また戦争状態を利用して選挙を延期し続ける。同盟国であるグレイソンとエレウォンはマンティコア政府の外交上の失策にいら立ち、オナーとハミッシュ・アレクサンダーは上院で政府に抗する。政府は二人の醜聞を流して、オナーの戦争の英雄としての名声を傷つけようとする。
ヘイブンでは、エロイーズ・プリチャート大統領がマンティコアとの交渉で強硬姿勢を求める政治圧力に苦しむ。またトマス・テイスマン提督は、共和国のかつての領土を回復するため、ヘイブン航宙軍の士気と戦争能力を回復する必要にさらされる。
アンダーマン帝国は、自国内軍事強硬派の影響とヘイブンの誘導によって、サイレジア連邦においてマンティコアに対し強硬姿勢をとるようになる。ハイ・リッジ政権はオナーの政治影響力を排除して遠方に追いやる目的でサイレジア連邦近くのサイドモア駐屯地に艦隊を率いて赴き、アンダーマン帝国を監視する任務を命じる。ハイ・リッジ政権はアンダーマン帝国との紛争が激化すればその責任をオナーに負わせる目論見で、戦死を半ば望みながら、時代遅れの艦艇を与える。
マンティコア・ジャンクションでは新たなワームホールが発見され、その先にある星間国家リンクスがマンティコアへの併合を求める。だがその結果、ヘイブンではマンティコアの拡張主義に対する危惧が高まり、さらにマンティコアからの外交文書がメサの策動により改竄され、マンティコアの真意を読み違えたプリチャート大統領は戦闘の再開を命じる。
ヘイブン共和国航宙軍は交戦を予期してなかったマンティコア航宙軍を圧倒する。前の戦争で奪取された多数の星系を回復し、さらにマンティコアの工廠星系グレンデルスベインの施設は破壊される。さらにトルヴィル提督率いる艦隊がオナーの艦隊をも攻撃する。オナーはグレイソンからの援軍によって救われ、ヘイブン艦隊を撃退する。今や正式に星系王国の領土となったトレヴァー星系も襲撃される。しかしグレイソンからの援軍がホワイト・ヘイヴン伯ハミッシュと共に急行し、ヘイヴン艦隊は戦闘を回避し離脱する。緒戦の大敗北によりハイ・リッジ男爵の政権は崩壊し、以前のクロマーティ政権と似た顔ぶれの新政権が樹立される。首相にはホワイト・ヘイヴン伯の弟ウィリアム・アレクサンダーが就任する。
今やヘイブン航宙軍はマンティコア航宙軍と技術レベルでほぼ肩を並べ、その規模は遥かに大きい。エレウォンはマンティコアとの同盟を離脱してヘイブンの同盟に加わり、マンティコアから移転された技術を渡す。ヘイブンの攻勢にマンティコアは衝撃を受けるが、アンダーマン帝国がマンティコア側に加わる。

#### At All Costs
未訳
ヘイブンの攻撃で30余りの星系と70隻余りの未完成の主力艦を失い、マンティコアは圧倒的に不利な情勢におかれる。オナーは唯一の重装備艦隊である第八艦隊を率いてヘイブンに対するが、戦力のバランスを回復するには最低二年は必要とされる。
マンティコア航宙軍は自国と同盟国を防衛するために広く薄く広がることになり、第八艦隊も分散して作戦せざるを得ず、オナー率いる分艦隊はソロン星系でジスカール提督率いる共和国艦隊と強力な星系防衛網の待ち伏せを受け撃退される。このときオナーの親友ミシェル・ヘンケも戦死したと思われる。さらにトルヴィル率いる共和国第二艦隊はマンティコアの同盟国ザンジバルに大打撃を与える。
共和国大統領エロイーズ・プリチャートは事故死した自国の国務長官が何者かの誘導により外交文書を改竄し開戦に至った事を知り愕然とする。捕虜となっていたミシェル・ヘンケは、プリチャート大統領の停戦交渉のメッセンジャーとして帰還を許される。しかし、停戦交渉はメサ連盟の陰謀によって実現することなく終わる。
ようやく実用化された画期的なミサイル管制技術を手にした第八艦隊は〈ローヴァットの会戦〉に勝利し、プリチャート大統領の恋人のジャヴィエル・ジスカール提督は戦死する。新ミサイル管制技術の配備がまだ限定的と判断したプリチャート大統領と軍務相テイスマンは大艦隊をマンティコア本星系に送り込み一会戦で戦争を終結させる事を企図する。こうして〈第一次マンティコアの会戦〉が勃発する。共和国艦隊は二手に分かれ、熾烈な戦闘の末マンティコア本国艦隊とトレヴァー星系から急遽帰還した第三艦隊を壊滅させる。第三艦隊に続行していたオナーの第八艦隊の帰還が間一髪間に合って共和国艦隊は撃退され、残存艦艇は降伏する。以後戦争は手詰まり状態となる。
身体麻痺した妻をもつ ハミッシュ・アレクサンダー第一宙軍卿とオナーの関係は政治的障害にもかかわらず深まり、ついにはグレイソン流の一夫多妻制によって解決されることになる。

#### Mission of Honor
未訳
マンティコアとヘイブンはいまだに戦争状態にあるが、マンティコアと太陽系同盟の間の紛争も勃発する。マンティコアは軍事技術で優位に立つが、物量的には太陽系同盟が圧倒的優位にある。
オナーはエリザベス女王を説得し、ヘイブンに赴き和平交渉を行う。だが、交渉は停滞し、マンティコア星系の産業基盤が未知の勢力に破壊されたために中断される。
この間、ミシェル・ヘンケ提督率いる第10艦隊は、併合されたばかりのタルボット宙域のスピンドル星系で、メサの工作と贈賄によって操られた太陽系同盟艦隊の攻撃を受ける。数的不利にもかかわらず、ヘンケは完全勝利をおさめる。
メサは秘密作戦を開始し、革新的なドライブ技術によって探知されずにマンティコア星系に艦隊を侵入させ、探知不可能なミサイルでマンティコア、グリフォン、スフィンクスの軌道上のすべての重要な産業施設と宇宙ステーションを攻撃する(Yawata Strike)。数百万人の命と造船能力、ミサイル製造能力が失われる。惑星上に落下したステーションの破片により、オナーの親族も多数犠牲となる。同盟関係にあるグレイソンも同時に攻撃を受け、同国航宙軍司令官マシューズ提督も殉職する。
太陽系同盟はマンティコアの被害を知り、メサに操られて、弱体化したはずのマンティコア星系への攻撃のため大艦隊を発進させる。
死亡したと思われていたアントン・ジルウィッキとヴィクター・カシャはメサからの亡命者と共にヘイブンに到着し、メサの秘密計画をヘイブン政府に明らかにする。エロイーズ・プリチャート大統領はマンティコアに向かい、エリザベス女王とオナーにすべての真相を明らかにする。
マンティコアとヘイブンはメサの工作に操られて戦っていたことが明らかになる。エリザベスとプリチャートは、両国間の戦争終結と軍事同盟の結成に合意し、両軍は太陽系同盟の攻撃を待ちうける。

#### A Rising Thunder
未訳
マンティコアと太陽系同盟の緊張は高まり、マンティコアは太陽系同盟の船に管理下のワームホールの通行を禁じる。また、本星系と直結しないワームホール・ブリッジにまで艦隊を進出させ、太陽系同盟船籍の船舶の通過を封鎖する。太陽系同盟は流通途絶による経済的打撃を受け、その官僚たち(マンダリン)はラジャンペット提督の立案したマンティコア侵攻計画を支持する。
一方、アントン・ジルウィッキとヴィクター・カシャがメサからの亡命者を連れてヘイブンに着き、マンティコアとヘイブンの戦争をメサ連盟が扇動していた証拠をエロイーズ・プリチャート大統領に示す。プリチャートはマンティコアに向かい、エリザベス女王との間で和平と太陽系同盟に対する軍事同盟"大連合"を結ぶ。ベーオウルフとグレイソンも同盟に加わる。
ついに太陽系同盟のフィラレータ提督の率いる主力艦400隻以上の大艦隊がマンティコアに現れる。オナーは防衛指揮官として冷静に対処し、機関を止めて存在を秘匿していたグレイソン艦隊、超空間に隠れていたヘイブンの艦隊と共同して太陽系同盟艦隊を包囲し、フィラレータは敗北を覚悟して降伏しようとする。だが部下がメサの身体操作ナノテクに操られてミサイルを発射したため、オナーはやむを得ず反撃を開始し、この結果侵攻艦隊は壊滅する。竜座シグマ星系では、ワームホール・ジャンクション経由で侵攻しようとした太陽系帝国の別艦隊がマンティコアとベーオウルフの混成艦隊によって退却させられる。
メサの意図に沿いフィラレータのマンティコア本星系侵攻を命じたラジャンペット提督は、やはりメサの身体操作ナノテクによって自殺させられる。官僚たちはマンティコアの軍事的優位に対して通商路攻撃で当面対処することとし、失政から大衆の目をそらすためにベーオウルフを反逆罪に問い、ベーオウルフは太陽系同盟から脱退する。太陽系同盟軍は大連合軍が政治的理由で惑星ベーオウルフ近傍宙域に展開出来ないことから、圧倒的大艦隊を投入して、ベーオウルフを反逆罪の名目で占領することを計画する。ベーオウルフのあるドラゴン座シグマ星系には最新の星系ミサイル防衛網マイクロフトが整備されつつあり、オナーは間に合うかどうか心配する。

#### Uncompromising Honor
未訳
大連合(Grand Alliance)と太陽系同盟の紛争は激化の一途を辿り、人類宇宙の各所で武力衝突が頻発し大連合の圧勝が続いている。太陽系同盟の新航宙軍長官ウィンストン・キングズフォードは、航宙軍内に浸透したメサ連盟のエージェントの誤情報に乗せられ、同盟からの離脱を図る多くの星系国家の宇宙空間インフラを破壊するバッカニア作戦をマンダリンの命令で発動し、少なからぬ星系では成功するが、いくつかの星系ではマンティコア戦隊により阻止される。
地球の航宙軍情報部や憲兵隊内では、メサ連盟の陰謀を疑い始めた将校の秘密グループ(Ghost Hunters)が生まれ、怪しい人物の行動を調査し始める。だが尋問を受けたエージェントは身体操作ナノテクにより即座に死亡し、真相追及は困難を極める。
ヘンケの第10艦隊がメサを包囲した時に複数の核兵器が爆発して数百万人が死に、数々の証拠が隠滅される。この悲劇は大連合による戦争法違反として大々的に宣伝され、太陽系同盟のバッカニア作戦を正当化する。メサ連盟の要人の脱出先を突き止めるため、アントン・ジルウィッキとダミアン・ハラハップがメサに向かう。
新たな本拠地で父アルブレヒト・デトワイラーの死を知ったクローンの息子たちは、Yawata Strikeの後に大連合の武器製造拠点となり、メサの積年の敵であるベーオウルフを壊滅させるための極秘作戦を発動する。太陽系同盟航宙軍内のエージェントを操ってベーオウルフ星系に大艦隊を差し向けさせて宇宙空間インフラを攻撃させ、ミサイル防衛網マイクロフトを無力化してこれを助ける。攻撃の最中に核爆弾で宇宙ステーションを内部から破壊して4000万以上の民間人を殺し、太陽系同盟に戦争法違反の罪を擦り付けようとする。ベーオウルフでの会談に臨んでいた多くの大連合の要人も殺され、オナーの夫ハミッシュ・アレキサンダーらも一時は死んだと思われる。
太陽系同盟がメサ連盟に操られる限り事態は悪化する一方であると考えた大連合は、復讐の鬼と化したオナー指揮の大艦隊を太陽系に派遣する。オナーは精度とステルス性に優れ航続距離の長いミサイルを用い、超空間に脱出可能な安全な位置に艦隊を置いて太陽系同盟航宙軍を脅し、キングズフォードの全面的な降伏を引き出す。太陽系内の全航宙軍艦を自爆させ、市民の避難を待って宇宙空間の全産業インフラを破壊する。マンダリンの逮捕、選挙に拠らない官僚トップを禁止し星間国家の離脱を許容する憲法改正、辺境保安庁の解体などの大改革を太陽系同盟に強制した後にオナーはマンティコアに戻る。オナーは引退を望み、エリザベスは許可するが、メサ連盟の脅威は残る。

### Crown of Slavesシリーズ
Eric Flintとの共作による外伝であり、本シリーズと同時期の、メサとの戦いを描く。オナーは時折登場するだけで、主な登場人物は元スパイのアントン・ジルウィッキ、その養女のベリー、エリザベス女王の親族のルース・ウィントン、〈オードゥボン舞踊場〉のテロリストの指導者であるジェレミーX、そしてヘイブンのスパイであるヴィクター・カシャである。本シリーズの『At All Costs』以降と同時期のスパイたちの活躍を中心に描く。〈オードゥボン舞踏場〉はマルコム・Xの暗殺された場所にちなみ、解放された元メサの遺伝子操作奴隷たちがメサに対抗して結成したテロ組織である。

#### From the Highlands
Changer of Worldsに収録された短編。

#### Fanatic
The Service of the Swordに収録された短編。

#### Crown of Slaves
未訳
エリザベス女王は、アントン、ベリー、ルースそして元奴隷のW.E.B. ドゥ・ハヴェル博士を、不満を抱える同盟国のエレウォンに派遣し、名代として著名な反奴隷活動家の葬儀に参列させる。
エレウォンは太陽系同盟、マンティコア、ヘイブンに囲まれ、諸国のスパイが独自の意図を持って活動している。マンティコアはエレウォンとの関係を改善しようとするが、ヘイブンは、反奴隷活動を支持してエレウォンとの関係を改善し、マンティコアから引き離そうとする。エレウォンは、安全保障上の障害となっている、メサに占拠された惑星コンゴの処理を望む。太陽系同盟の一部は、本国に知られたくない目的のために策動する。メサは奴隷貿易を守ろうとし、〈オードゥボン舞踊場〉はメサ攻撃を望み、メサに雇われたマサダ人はマンティコアから同胞を開放したいと望む。
ベリーと、実はマサダのリーダーの妹でもあるルースはエレウォンの民間宇宙ステーション"The Wages of Sin”上で誘拐されそうになる。奴隷貿易をおこなうメサの巨大企業マンパワーが背後にいることが明らかになり、マンティコア、太陽系同盟マヤ星域、ヘイブン、そして〈オードゥボン舞踊場〉の急場の同盟が結成され、メサの所有する惑星コンゴへの攻撃が行われる。
コンゴはマンパワーから奪われ、メサとの戦いを行う国家を作るために、脱走奴隷からなる国家が作られ、ベリーがトーチ王国の初代女王ベリー一世として戴冠される。

#### Torch of Freedom
未訳
アントンとヴィクターがメサで諜報活動をしていた時、メサはヘイブン国家警務局の残党を使ってトーチへの攻撃を開始する。核兵器爆発の大惨事の最中に、二人は亡命を希望するメサの科学者と共に逃げ出す。トーチへの攻撃は、マヤ宙域を監督する太陽系同盟の戦隊によって退けられる。
トーチのベリー女王は護衛のヒュー・アライと恋に落ちる。

#### Cauldron of Ghosts
未訳
アントン、ヴィクター、サンディらは整形手術で姿を変えてメサに戻る。だがメサを真に支配する中枢組織は秘密裏に重要人物をメサから脱出させ、それを偽装するために次々とテロ事件を起こして多くの人々を殺し、〈オードゥボン舞踊場〉に罪をなすりつける。ヴィクターは地元の犯罪組織と協力して抵抗し、トーチとベーオウルフは協力してメサに介入しようとする。装備・兵力に勝るメサ治安軍にサンディ率いる解放奴隷勢力は徐々に追い詰められ、アントンは救援を求めるためメサを脱出し、マンティコアへ向かう。救援が間に合わない事を覚悟してオナーと対面したアントンは、本国の承認を得ることなく独断でメサ星系へ侵攻する決意を語るミシェル・ヘンケ提督のホログラフィック映像を見せられる。

#### To End in Fire
未訳
大連合に征服された太陽系同盟は占領軍の監視の下で官僚の権限を制約する新憲法を制定しようとする。以前からメサ連盟の陰謀を疑っていた太陽系同盟の人々は、大連合の支持の下でメサに行き調査を行って疑いを確かめる。ミシェル・ヘンケ提督はメサを征服し占領するも、重要人物が脱出した足取りを隠すために起こされた数々の核爆発の責任をなすりつけられている。アントンやヴィクターは大連合に着せられた濡れ衣を晴らし、かつメサ連盟の秘密基地の置かれた星系の場所を突き止めようとする。征服されたメサでも、一部の人々は占領軍に協力し、隠されたメサ連盟の陰の部分を暴くことに協力する。やがてその星系が突き止められ、引退し出産したばかりのオナーが現役に復帰して大艦隊を率い、攻撃して降伏を得る。だがそれはメサ連盟の保有する二つの星系のうちの一つに過ぎない。

### Shadowシリーズ
本シリーズと同時期の、太陽系同盟との戦いを描く。オナーは時折登場するだけであるが、ミシェル・ヘンケやアイヴァース・テレコブやマイケル・オーバースティーゲンなど、マンティコア航宙軍の同僚たちが登場し、マンティコア周辺の宙域での、本シリーズの『At All Costs』以降と同時期の活躍を描く。本シリーズと同じ場面が、異なる視点から再び描かれることもある。

#### The Shadow of Saganami
未訳
マンティコアはタルボット宙域の併合を計画し、国民投票による承認を見届けるために、小艦隊を派遣する。そこにはアイヴァース・テレコブ艦長や、オナーに教えを受けたヘレン・ジルウィッキ士官候補生が乗り込んでいる。
太陽系同盟の辺境保安庁、巨大星間企業、そしてメサの手先は併合を妨害するために、併合に反対するテロ活動を支援する。
テレコブは海賊を捕え、辺境保安庁が背後にいて宙域全体を占領しようとしていることを知る。テレコブは小艦隊を率いて敵艦隊の終結するモニカ星系に行き、損害を受けながらもこれを倒す。タルボット宙域の併合は成立し、テレコブらは英雄としてマンティコアに帰還する。タルボット宙域を併合したマンティコアは王国から帝国となり、エリザベス女王は皇帝となる。

#### Storm from the Shadows
未訳
本シリーズの『At All Costs』の出来事のいくつかがヘンケの視点から描かれる。ヘイブンのジャヴィエル・ジスカール提督はオナーの第八艦隊が侵攻する星系を予測し、待ち伏せによって損害を与える。ヘンケの乗る巡洋戦艦も破壊され、負傷を負ってヘイブンの戦争捕虜となる。ヘンケは治療を受けた後、マンティコアの戦争捕虜を集めた離島の収容所に送られ、捕虜たちの指揮を任される。そこでは捕虜たちが人道的な扱いを受けている。
半年後、ヘンケは トマス・テイスマン軍事長官とエロイーズ・プリチャート大統領に呼び出され、今後彼女自身はヘイブンと戦わないことを誓い、親族であるエリザベス女王に両国の講和会議の許可を願うことを条件にマンティコアに返還される。
ヘンケはエリザベス女王を説得し、彼女とプリチャートの会談がトーチで行われることになる。だが地球でマンティコアの大使が暗殺され、トーチでルース・ウィントンの暗殺が未遂に終わったため、会談は中止される。一方ヘンケはヘイブンと戦わない宣誓を行ったため、併合目前のタルボット宙域でクマロ提督に仕え第10艦隊を率いる。タルボット宙域では、奴隷貿易の企業であるマンパワーがモニカ星系を操り、併合を妨害しようとするが、この陰謀はアイヴァース・テレコブ艦長によって未然に解決する。
マンパワーは次にニュー・トスカーナ星系を操ってマンティコアとの紛争を引き起こし、これを解決するためにマンティコアを憎むバイング提督率いる太陽系同盟の航宙軍艦隊を送りこむ。マンパワーの策略によってバイングはニュー・トスカーナに来たマンティコアの軍艦を攻撃する。ヘンケは艦隊を率いて、敵のミサイル到達圏の外側からバイングの旗艦を破壊し、艦隊の残りは降伏する。
マンパワーの影にいるメサの指導者のアルブレヒト・デトワイラーはクローンの息子たちと話し合い、検出不可能なドライブを備えた艦隊を使ってマンティコア星系への直接攻撃を開始する。

#### Shadow of Freedom
未訳
本シリーズの『Mission of Honor』と『A Rising Thunder』と同時期の出来事が別の視点から語られる。
タルボット宙域の周辺部の多くの惑星において、太陽系同盟の辺境保安庁や星間企業と結び付いて腐敗した政府に対する、反政府勢力のテロ活動が活発となる。彼らはマンティコアだと名乗る外世界人からの武器の援助に頼るが、実はこれはメサの手先である。反政府勢力の一人が、以前からの援助者だと信じてマンティコア艦隊を訪れてヘンケを驚かせる。勢力を分散させようとする陰謀を疑いながらも、マンティコアに頼る反政府勢力を見捨て、母国の評判を落とすことは出来ない。アイヴァース・テレコブが送られ、辺境保安庁が戦争法規に背いて軍艦から直接惑星を攻撃した証拠を握り、辺境保安庁の軍を制圧して反政府勢力を助ける。
マンティコアの産業基盤が破壊された知らせを受け、ヘンケは最新型ミサイルの多くを母星系に送り返す。メサが多くの陰謀の背後にいるというメサからの亡命者のもたらした情報が、マンティコアから届く。
フィラレッタ提督の太陽系同盟艦隊がマンティコアとヘイブンに壊滅されたことを知り、ヘンケはマドラス宙域に向かい、太陽系同盟の艦隊を降伏させて占領する。辺境保安庁のマドラス宙域副長官がメサと深く関係していることを知り、ヘンケはメサを攻撃することを決意する。

#### Shadow of Victory
未訳
本シリーズの『Mission of Honor』と『A Rising Thunder』、Crown of Slavesシリーズの『Cauldron of Ghost』の『Shadow of Freedom』と同時期の出来事がまた別の視点から語られる。他作品で説明されてない詳細も、改めて語られている。
マンティコアの信用失墜を狙ったメサ連盟のヤヌス作戦と、メサ連盟の中枢メンバーのメサ脱出計画であるフーディーニが描かれる。ヤヌス作戦は現地政府が太陽系同盟辺境保安局や巨大星間企業と結託して収奪・独裁体制を敷く辺境星系で、反政府勢力にマンティコアからの支援を約束して武器を供与し反乱を起こさせ、最後には放置して失敗に導く事でマンティコアの権威と信用を大きく失墜させる計画である。元太陽系同盟憲兵隊ダミアン・ハラハップはヤヌス作戦の現地工作員として活動する。しかし、ある反乱星系から脱出した反政府勢力の使者がタルボット宙域に辿り着いてマンティコアに救援を求めたために実態が明るみに出る。ヘンケ率いるマンティコア第10艦隊は各方面に反政府勢力を支援するための戦隊を派遣する。メサの工作員ダミアン・ハラハップは反政府勢力との連絡中に惑星に閉じ込められ、そこにマンティコア軍が来援する。
フーディーニ計画により多くの重要人物が脱出したメサ星系に、ヘンケとトルヴィルの率いる大連合艦隊が侵攻する。

### スター・キングダム・シリーズ
オナーの300年ほど前の先祖であり、人類史上初めてモリネコと絆を結んだステファニー・ハリントンを主人公とする長編シリーズである。当初はヤング・アダルト・シリーズと呼ばれていた。

#### A Beautiful Friendship(novel)
未訳
More Than Honorに収録された同題名の中長編『A Beautiful Friendship(novella)』を基にして書かれた長編。惑星スフィンクスに移住したばかりのステファニー・ハリントンとモリネコとの出会いから、モリネコを捕えようとする人間との戦いを描く。Words of Honor (アンソロジー)に収録された中長編『The Stray』の後日譚を含む。

#### Fire Season
(Jane Lindskoldとの共著)未訳
スフィンクスは夏の野火の季節を迎え、森林警備隊に加わったステファニー・ハリントンとカールは消火とモリネコの救助に奮闘する。外惑星からモリネコの調査隊が訪れ、ステファニーは隊長の息子に一目ぼれする。だが調査隊は事故で行方不明になり、野火に巻き込まれる。

#### Treecat Wars
(Jane Lindskoldとの共著)未訳
ステファニー・ハリントンはスフィンクス森林警備隊の見習いとしての訓練を受けるためマンティコアに向かう。山火事の影響で縄張りを失ったモリネコの氏族は新たな縄張りを探し、他の氏族と摩擦を起こす。モリネコの知性が証明されて保護政策が実施されると、スフィンクスの土地の所有権を失いかねない一派は策略をめぐらす。

#### A New Clan
(Jane Lindskoldとの共著) (未訳) 
モリネコと絆を結ぶ人間の輪は静かに広がるが、脅威論が高まるのを恐れて、彼らはモリネコの知性を隠す。一方、スフィンクスでは薬物にまつわる事件が発生し、ステファニーや先輩の森林警備隊のカールは事件を捜査する。

#### Friends Indeed
(Jane Lindskoldとの共著)未訳

### The Manticore Ascendant シリーズ
オナーの時代の約300年前、マンティコア王国の勃興期における航宙軍士官トラヴィス・ロングを主人公に描く。

#### A Call to Duty
(Timothy Zahnとの共著)未訳。
トラヴィス・ロングはふとしたことからマンティコア航宙軍に志願する。だが航宙軍は目立った戦闘もなく士気は緩み、トラヴィスの腹ちがいの兄を含む政治勢力は、軍備縮小を図る。トラヴィスの乗る艦は海賊との戦闘に巻き込まれ、その能力を発揮する機会が巡って来る。

#### A Call to Arms(novel)
(Timothy ZahnおよびThomas Popeとの共著)未訳。
前作から10年後、トラヴィスは士官学校を卒業し大尉となっている。反対勢力が今だ弱小な航宙軍をさらに弱体化させようとする中、マンティコアは侵略の危機に遭遇する。同題の短編『A Call to Arms』の長編化。

#### A Call to Vengeance
(Timothy ZahnおよびThomas Popeとの共著) 未訳。
前作の直後、事故で王と後継者の王女を失ったマンティコアは王制の危機に直面し、さらなる侵略の危機にさらされるもアンダーマン帝国の助力で救われる。トラヴィスは少佐に昇進し、スパイ組織の一員となって侵略者の正体を探る。マンティコアはアンダーマンおよびヘイブンと共同作戦をとることになる。

#### A Call to Insurrection
(Timothy ZahnおよびThomas Popeとの共著)  未訳。
トラヴィスは妻となったリサ、そして外務大臣となった兄と共に外交特使としてアンダーマン帝国に向かう。初代皇帝は崩御し、植民地での反乱を伴う、後継者をめぐる内乱の解決を助け、マンティコアはアンダーマン帝国との関係を深める。

### オナー・ハリントン・シリーズ別伝
オナー・ハリントン・本シリーズに基づき、同時間軸で新しいキャラクターを加えて語られる。

#### Toll of Honor
未訳
『復讐の女艦長』で描かれたパヴェル・ヤングとオナーの対決が再び描かれる。政治抗争の後にようやくマンティコアはヘイブンに宣戦布告するも、復讐を果たしたオナーは貴族院に睨まれ、グレイソンに事実上の追放となる。ヘイブンでは革命政府が航宙軍の実権を握って混乱がもたらされる。ハミッシュ・アレクサンダーが率いる艦隊がトレヴァー星系周辺のヘイブンの基地を攻撃し、艦隊の中にはアリステア・マッキーオンが艦長を務め、プレスコット・トレメインやホレース・ハークネスが勤務するプリンス・エイドリアン艦が含まれる。ハークネスは海兵隊員のアイルス・バブコックと、機関員のブランディ・ボルジオは海兵隊のクリント・ヘンドレンとの仲を深める。

### More Than Honor (アンソロジー)
未訳

#### A Beautiful Friendship(novella)
デイヴィッド・ウェーバー作

オナー・ハリントンの300年前の先祖ステファニー・ハリントンとモリネコの間の異種族間の史上初の出会いと絆を描く。
この中編に基づいて、後に同題名の長編小説『A Beautiful Friendship(novel)』が書かれている。

#### A Grand Tour
David Drake作

他作品とはほぼ無関係。マンティコアのアマチュア考古学者の奮闘を描く。

#### A Whiff of Grapeshot
S. M. Stirling作

ヘイブン人民共和国におけるロブ・ピエール政権下での暴動をエスター・マックィーンが鎮圧する。

#### The Universe of Honor Harrington
デイヴィッド・ウェーバー著

シリーズの背景にある科学技術、歴史、政治を解説する。

### Worlds of Honor (アンソロジー)
未訳

#### The Stray
Linda Evans作

絆を結んだ人間を殺されたモリネコが復讐する。『A Beautiful Friendship(novella)』の直後の物語。

#### What Price Dreams?
デイヴィッド・ウェーバー作

エリザベス女王の祖先がマンティコア王室の人間として初めてモリネコと絆を結ぶ。

#### Queen's Gambit
Jane Lindskold作

エリザベス王女の父親ロジャー王がヘイブン人民共和国の策謀で暗殺される。

#### The Hard Way Home
デイヴィッド・ウェーバー作

若き士官オナー・ハリントンが惑星グリフォンの雪崩の被害者たちを救う。

#### Deck Load Strike
Roland J. Green作

ヘイブン人民共和国に対しマンティコアとエレウォンが連合を組み、ある惑星上で代理戦争に加わる。

### Changer of Worlds (アンソロジー)
未訳

#### Ms. Midshipwoman Harrington
デイヴィッド・ウェーバー作

士官候補生オナー・ハリントンは最初の航海でサイレジアに赴き宙賊に遭遇する。

#### From the Highilands
Eric Flint作

マンティコアのスパイであるアントン・ジルウィッキは地球で誘拐された娘ヘレンを救出しようとし、
ヘイブンのスパイであるヴィクター・カシャらと協力する。キャサリン・モンテイン元女伯爵と知り合い、ベリーを養女とする。

#### Changer of Worlds
デイヴィッド・ウェーバー作

オナー・ハリントンと絆を結ぶモリネコのニミッツは伴侶となったサマンサを連れてスフィンクスに戻り、
モリネコの群れと移住を話し合う。

#### Nightfall
デイヴィッド・ウェーバー作

失敗におわるエスター・マックィーンのクーデターを描く。長編『Ashes of Victory』の中で描かれているのとほぼ同じ内容。

### The Service of the Sword (アンソロジー)
未訳

#### Promised Land
Jane Lindskold作

エリザベス女王の弟マイケルは士官候補生の初航海で惑星
マサダに向かい、グレイソンから誘拐されてマサダで虐待されて育ったジュディスと他の女性たちの脱走を助ける。

#### With One Stone
Timothy Zahn作

『新艦長着任！』の後、ラファエル・カルドネスは一時的に重巡洋艦フィアレスを離れてマンティコア商船を破壊した謎の新兵器の調査をする。カルドネスは上官の命令を無視してフェアレスを救い、オナーはアンダーマン帝国と協力して敵を破る。オナーの新戦術が、超高速通信のアイデアをもたらす。

#### A Ship Named Francis
John Ringo and Victor Mitchell作

マンティコア航宙軍の一員が、拡張を続けるグレイソン航宙軍の艦に移動するが、酷い艦の状態に驚く。他作品とはほぼ無関係。

#### Let's Go to Prague
John Ringo作

ヘイブン潜入中のマンティコアの二人のスパイが休暇のためにある惑星を訪れ、事件に巻き込まれる。『女提督の凱旋』におけるオナー・ハリントンのマンティコアへの帰還と同時期の出来事。

#### Fanatic
Eric Flint作

エスター・マックィーンによるクーデターの失敗の後、ヴィクター・カシャは弁務官の殺害事件を調査するために、ヘイブン領域内の一惑星に送られる。ヴィクターは現地で冷徹な捜査と組織の刷新を行うが、そこにトマス・テイスマンのクーデターの一報が届く。『Crown of Slaves』の背景となる作品。

#### The Service of the Sword
デイヴィッド・ウェーバー作

グレイソン初の女性士官候補生となったアビゲイル・ハーンズはマイケル・オーバースティーゲン艦長の指揮する艦に初乗艦し、ティベリアン星系に向かう。艦は海賊を装うメサの船に襲撃され、アビゲイルは海兵隊員と共に惑星上で敵と戦う。The Shadow of Saganamiの背景となる作品。

### In Fire Forged (アンソロジー)
未訳

#### Ruthless
Jane Lindskold作

『Promised Land』の2年後、マサダから逃れたジュディスはマンティコアで暮らしていたが、娘のルースが誘拐され、女王の弟であるマイケル・ウィントンに助けを求める。

#### An Act of War
Timothy Zahn作

『With One Stone』の続編。謎の太陽系同盟人の武器商人チャールズが再び登場し、今度はアンダーマン帝国を騙してマンティコアと戦争をさせる陰謀を、ヘイブンに持ちかける。『女提督の凱旋』の直後の物語。

#### Let's Dance
デイヴィッド・ウェーバー作

『新艦長着任！』以前に、オナー・ハリントン艦長のサイレジア連邦における活躍を描く。オナーは海賊を捕えサイレジア連邦政府に引き渡すが、その腐敗とメサ連盟の奴隷施設の存在を知る。サイレジア連邦との協力を命じるマンティコア政府の命令を無視し、オナーは解放奴隷のテロ組織である〈オードゥボン舞踏場〉と協力して連邦の施設を攻撃し、奴隷を解放する。

#### An Introduction to Modern Starship Armor Design
レーザー弾頭とその防御についての歴史。

### Beginnings (アンソロジー)
未訳

#### By the Book
Charles E. Gannon

オナーの時代の約1600年前の、人類の太陽系外進出の草創期を描く。

#### A Call to Arms(novella)
Timothy Zahn

オナーの時代の約300年前、いまだ弱体だったマンティコア王国が侵略にさらされる。後に長編『A Call to Arms』となる。

#### Beauty and the Beast
デイヴィッド・ウェーバー

オナーの両親のアルフレッドとアリソンの出会いを描く。スフィンクス出身で海兵隊から海軍軍医へと転じたアルフレッドはベーオウルフで医科大学に通い始める、名家の一員であるアリソンを、ベーオウルフと激しく敵対する星間企業マンパワーの手先が誘拐し、その兄を脅迫する。

#### The Best Layed Plan
デイヴィッド・ウェーバー

11歳のオナーとモリネコのニミッツの出会いを描く。

#### Obligated Service
Joelle Presby

グレイソン出身でサガナミ島の士官学校を卒業した女性クレアは家族の生活のためにグレイソン航宙軍に勤めるが、メサによるマンティコアとグレイソンの産業基盤に対する攻撃が起き、封領に戻れとの命令を一族の長から受ける。

### House of Steel: The Honorverse Companion (ガイドブック)
未訳

#### I Will Build My House of Steel
デイヴィッド・ウェーバー

短編

### What Price Victory? (アンソロジー)
未訳

#### Traitor
Timothy Zahn and Thomas Pope
A Call to Arms, A Call to Vengeance で描かれた、マンティコア侵略を率いる傭兵隊の提督Cutler Gensonneがアンダーマン帝国を去ることになったクーデター未遂事件を描く。

#### Deception on Gryphon
Jane Lindskold
ステファニーとカールは、ステファニーの両親とともに惑星グリフォンを訪問し、地元の知人の自殺を殺人事件と疑い捜査する。

#### The Silesian Command
Jan Kotouč
ハイ・リッジ男爵内閣の崩壊直後、サイレジア連邦に戦隊を率いて来たエヴェリン・チャンドラー准将はヘイブン共和国への体制変換を嫌って逃亡したヘイブン人民共和国の生き残りの戦隊と戦う。

#### If Wishes Were Space Cutters
Joelle Presby
1922PD, ブラックバード造船所が攻撃されて3か月後、グレイソンは人員不足に悩む。貧しい少年のノアは人材育成プログラムに応募させられて宇宙ステーションに昇り、残骸の回収作業に参加するも乗る小船が残骸に衝突されて危機に陥る。

#### First Victory
デイヴィッド・ウェーバー
1846PDから1877PDにかけ、オナーの母でベーオウルフ人のアリソンが、その母ジェニファーの反対を押し切ってマンティコア人のアルフレッド・ハリントンと結婚したために生じた確執とその解消を描く。

## 作品の時系列
P.D.はPost Diaspora、すなわち人類離散開始時を紀元とした年代法である。
| 開始日時                        | 終了日時         | 作品名                                                | 作者                                                  |
| ------------------------------- | ---------------- | ----------------------------------------------------- | ----------------------------------------------------- |
| 250 P.D. (2352 A.D.)            | 250 P.D.         | By The Book                                           | Charles E. Gannon                                     |
| 1500から1539 P.D.のどこかの時点 |                  | Traitor                                               | Timothy Zahn and Thomas Pope                          |
| 1518 P.D.                       | 1519 P.D.        | A Beautiful Friendship（短編）                        | デイヴィッド・ウェーバー                              |
| 1518 P.D.                       | 1521 P.D.        | A Beautiful Friendship (長編)                         | デイヴィッド・ウェーバー                              |
| 1520 P.D.                       | 1520 P.D.        | The Stray                                             | Linda Evans                                           |
| 1522 P.D.                       | 1522 P.D.        | Fire Season                                           | デイヴィッド・ウェーバー & Jane Lindskold             |
| 1522 P.D.                       | 1522 P.D.        | Treecat Wars                                          | デイヴィッド・ウェーバー & Jane Lindskold             |
| 1522 P.D.                       | 1522 P.D.        | A New Clan                                            | デイヴィッド・ウェーバー & Jane Lindskold             |
| 1523 P.D.                       | 1523 P.D.        | Deception on Gryphon                                  | Jane Lindskold                                        |
| 1523 P.D.                       | 1524 P.D.        | Friends Indeed                                        | デイヴィッド・ウェーバー & Jane Lindskold             |
| 1529 P.D.                       | 1529 P.D.        | A Call to Duty                                        | デイヴィッド・ウェーバー & Timothy Zahn               |
| 1539 P.D.                       | 1543 P.D.        | A Call to Arms(長編)                                  | デイヴィッド・ウェーバー & Timothy Zahn & Thomas Pope |
| 1543 P.D.                       | 1543 P.D.        | A Call to Arms(短編)                                  | Timothy Zahn                                          |
| 1543 P.D.                       | 1544 P.D.        | A Call to Vengeance                                   | デイヴィッド・ウェーバー & Timothy Zahn & Thomas Pope |
| 1542 P.D. (プロローグ)          | 1546 P.D.        | A Call to Insurrection                                | デイヴィッド・ウェーバー & Timothy Zahn & Thomas Pope |
| 1652 P.D.                       | 1652 P.D.        | What Price Dreams?                                    | デイヴィッド・ウェーバー                              |
| 1844 P.D. (12月)                | 1914 P.D. (12月) | I Will Build My House Of Steel                        | デイヴィッド・ウェーバー                              |
| 1842 P.D.                       | 1842 P.D.        | Beauty and the Beast                                  | デイヴィッド・ウェーバー                              |
| 1846 P.D. (3月)                 | 1877P.D. (12月)  | First Victory                                         | デイヴィッド・ウェーバー                              |
| 1872 P.D.                       | 1872 P.D.        | The Best Laid Plans                                   | デイヴィッド・ウェーバー                              |
| 1880 P.D.                       | 1880 P.D.        | Ms. Midshipwoman Harrington                           | デイヴィッド・ウェーバー                              |
| 1883 P.D.                       | 1883 P.D.        | Queen's Gambit                                        | Jane Lindskold                                        |
| 1890 P.D.                       | 1890 P.D.        | The Hard Way Home                                     | デイヴィッド・ウェーバー                              |
| 1892 P.D.                       | 1892 P.D.        | Promised Land                                         | Jane Lindskold                                        |
| 1895 P.D.                       | 1895 P.D.        | Ruthless                                              | Jane Lindskold                                        |
| 1899 P.D.                       | 1899 P.D.        | Let's Dance                                           | デイヴィッド・ウェーバー                              |
| 1900 P.D. (3月)                 | 1901 P.D. (1月)  | 『新艦長着任！』 On Basilisk Station                  | デイヴィッド・ウェーバー                              |
| 1902 P.D.                       | 1902 P.D.        | With One Stone                                        | Timothy Zahn                                          |
| 1903 P.D. (4月)                 | 1903 P.D. (5月)  | 『グレイソン攻防戦』 The Honor of the Queen           | デイヴィッド・ウェーバー                              |
| 1904 P.D.                       | 1905 P.D. (5月)  | 『巡洋戦艦〈ナイキ〉出撃！』 The Short Victorious War | デイヴィッド・ウェーバー                              |
| 1905 P.D. (6月)                 | 1906 P.D.        | 『復讐の女艦長』 Field of Dishonor                    | デイヴィッド・ウェーバー                              |
| 1905 P.D. (3月)                 | 1907 P.D. (8月)  | Toll of Honor                                         | デイヴィッド・ウェーバー                              |
| ?                               | ?                | A Grand Tour                                          | David Drake                                           |
| 1906 P.D.                       | 1906 P.D.        | Deck Load Strike                                      | Roland J. Green                                       |
| 1907 P.D.                       | 1907 P.D. (8月)  | 『航宙軍提督ハリントン』 Flag in Exile                | デイヴィッド・ウェーバー                              |
| ?                               | ?                | A Ship Named Francis                                  | John Ringo & Victor Mitchell                          |
| 1908 P.D. (9月)                 | 1910 P.D. (3月)  | 『サイレジア偽装作戦』 Honor Among Enemies            | デイヴィッド・ウェーバー                              |
| 1910                            | 1910             | Changer of Worlds                                     | デイヴィッド・ウェーバー                              |
| 1911 P.D. (7月)                 | 1911 P.D. (7月)  | A Whiff of Grapeshot                                  | S.M. Stirling                                         |
| 1911 P.D.                       | 1911 P.D. (12月) | 『囚われの女提督』 In Enemy Hands                     | デイヴィッド・ウェーバー                              |
| 1912 P.D. (2月)                 | 1913 P.D. (12月) | 『女提督の凱旋』 Echoes of Honor                      | デイヴィッド・ウェーバー                              |
| 1913 P.D.                       | 1913 P.D.        | Let's Go to Prague                                    | John Ringo                                            |
| 1913 P.D. (12月)                | 1915 P.D. (5月)  | Ashes of Victory                                      | デイヴィッド・ウェーバー                              |
| 1914 P.D.                       | 1914 P.D.        | An Act of War                                         | Timothy Zahn                                          |
| 1914 P.D.                       | 1914 P.D.        | From the Highlands                                    | Eric Flint                                            |
| 1914 P.D. (12月)                | 1914 P.D. (12月) | Nightfall                                             | デイヴィッド・ウェーバー                              |
| 1915 P.D. (5月)                 | 1915 P.D. (5月)  | Fanatic                                               | Eric Flint                                            |
| 1918 P.D. (6月)                 | 1918 P.D. (8月)  | The Service of the Sword                              | デイヴィッド・ウェーバー                              |
| 1918 P.D.                       | 1919 P.D.        | War of Honor                                          | デイヴィッド・ウェーバー                              |
| 1918 P.D.                       | 1919 P.D.        | Crown of Slaves                                       | デイヴィッド・ウェーバー & Eric Flint                 |
| 1920 P.D. (6月)                 | 1921 P.D. (6月)  | The Shadow of Saganami                                | デイヴィッド・ウェーバー                              |
| 1920 P.D. (7月)                 | 1921 P.D. (8月)  | At All Costs                                          | デイヴィッド・ウェーバー                              |
| 1921 P.D. (3月)                 | 1921 P.D. (9月)  | Storm from the Shadows                                | デイヴィッド・ウェーバー                              |
| 1919 P.D. (11月)                | 1922 P.D. (4月)  | Torch of Freedom                                      | デイヴィッド・ウェーバー & Eric Flint                 |
| 1921 P.D. (2月)                 | 1922 P.D. (10月) | Shadow of Victory                                     | デイヴィッド・ウェーバー                              |
| 1921 P.D. (12月)                | 1922 P.D. (5月)  | Mission of Honor                                      | デイヴィッド・ウェーバー                              |
| 1921 P.D. (12月)                | 1922 P.D. (3月)  | Obligated Service                                     | Joelle Presby                                         |
| 1922 P.D. (3月)                 | 1922 P.D. (8月)  | A Rising Thunder                                      | デイヴィッド・ウェーバー                              |
| 1922 P.D. (2月)                 | 1922 P.D. (8月)  | Shadow of Freedom                                     | デイヴィッド・ウェーバー                              |
| 1922 P.D. (5月)                 | 1922 P.D.        | Cauldron of Ghosts                                    | デイヴィッド・ウェーバー & Eric Flint                 |
| 1922 P.D. (7月)                 | 1923 P.D. (3月)  | Uncompromising Honor                                  | デイヴィッド・ウェーバー                              |
| 1922 P.D. (8月)                 | 1922 P.D.        | If Wishes Were Space Cutters                          | Joelle Presby                                         |
| 1923 P.D. (2月)                 | 1924 P.D. (7月)  | To End in Fire                                        | デイヴィッド・ウェーバー & Eric Flint                 |

## 主要な登場人物

### マンティコア王国の人々

#### オナー・ハリントン
Honor Stephanie Harrington, Lady Dame Honor Stephanie Alexander-Harrington, Duchess and Steadholder Harrington
シリーズの主人公。高重力のスフィンクス出身であり、人類の遺伝子操作が許容されていた時代に先祖が受けた遺伝子操作により高重力環境に適応した身体特性を持ち、標準より強い筋力と大きな代謝をもつ。身長190cm強の大柄で、本人は自分に対するコンプレックスで気がついてないが、母親譲りの美人でスタイルも良い。また遺伝子操作の副次作用として標準よりかなり高い知能を持つ（だが数学は苦手）。数学理論は苦手であるが直感的に解を得る才能があり戦術に長ける。モデルの一人であるホレーショ・ネルソン提督と同様に、左目と左腕を戦闘で失う。左目は拡大縮小望遠自由自在の電子義眼となり、左手はマシン義手となり示指内には義手製作を担当した父親アルフレッドが小型パルス銃（携帯可能の超小型レールガン）を仕込み、オナー自身の命の危機を救うことになる。
マンティコア航宙軍とグレイソン航宙軍の両方で提督（元帥）となる。平民(自由民,自己資金で移民した者の子孫)の出身でありながら、マンティコアでは女伯爵を経て女公爵となり、グレイソンでは封領の領主となる。絆を結ぶモリネコのニミッツを通して他人の感情を読むことができ、大きな助けとなる。エリザベス女王の信頼を得て相談相手となり、影響力の大きな政治家かつ外交官ともなる。
恋人のポール・タンカースレイを殺され、手を下した殺し屋とその雇い主で貴族のパヴェル・ヤングを復讐のために殺す。上官である既婚のハミッシュ・アレクサンダーと恋に落ちてスキャンダルとなり、グレイソン流の一夫多妻制の下での二番目の妻となって解決する。
ベーオウルフで夫が殺されたと信じ、艦隊を率いて太陽系同盟を降伏させたのち、夫の生存を知る。夫とともにグレイソンに引退し出産する。メサ連盟の秘密基地星系が発見されて現役に復帰し、大艦隊を率いて征服した後ふたたび引退する。

#### アルフレッド・ハリントン
Alfred Harrington
オナーの父親。スフィンクス出身の元マンティコア航宙軍軍医官で脳神経クリニックを経営。元は宙兵隊隊員であったが、医学の道に転じる。ベーオウルフへの留学中にアリソンと出会う(First Victory)。身長2m近い大男。専門は神経医療で再生医療とサイバネティクスに長けている。再生医療に適応しない体質の娘オナーのために義眼と顔面神経、マシン義手を製作・装着治療にあたる。シリーズ最終巻では現役に復帰し航宙軍の中央病院であるバシングフォード・メディカルセンターの院長に就任する。シリーズ中での最終階級は准将(Surgeon Commodore)である。

#### アリソン・ハリントン
Allison Benton-Ramirez y Chou Harrington
オナーの母親。性道徳に奔放であることで知られるベーオウルフの名家出身。遺伝医学が専門。オナーが処刑されたと信じた後しばらくグレイソンに滞在し、グレイソン人の不自然な男女比と流産率の高さの原因となった過去の遺伝子操作を解明する。小柄な欧亜混血系の美女。身長150cm程である。離散歴1816年生まれで、1922年時点では100歳を超えるが、第二世代の延命化処置を受けており、30歳の外見を保つ。離散歴1913年には、ハリントン封領の後継者の必要性に迫られ、長女オナーと55歳違いの双子の妹Faithと弟Jamesをもうける。時たま性道徳絡みで娘オナーと悶着を起こすことがあるが、自身は夫アルフレッドに忠実である。

#### ステファニー・ハリントン
Stephanie Harrington
オナーおよびアルフレッド・ハリントンの約400年前の先祖。スフィンクス育ち。モリネコを初めて発見し、絆を結んだ。スター・キングダム・シリーズの主人公である。

#### ポール・タンカースレイ
Paul Tankersley
パヴェル・ヤングの副長として登場し、後にオナーの最初の恋人となる。オナーを憎むヤングの雇った殺し屋との決闘で殺される。

#### アリステア・マッキーオン
Alistair McKeon
軽巡洋艦フィアレスではオナーのもとで副長(准佐)を務める。自分より年少のオナーが指揮官になった事で屈託するが、クラウス・ハウプトマンの脅迫を退けた一件で心を入れ替え勇戦奮闘する。『グレイソン攻防戦』では宙佐補となり駆逐艦トゥルバドールの指揮官に昇進している。マサダに強奪された巡洋戦艦サラディンに乗艦を撃破されるが脱出し生還。次級宙佐に昇進し重巡洋艦プリンス・エイドリアンの艦長となる。同艦の艦長を7年間勤め、その間に上級宙佐に昇進。准将への昇進内示が出た直後にオナーと共にアドラー星系でレスター・トルヴィルの捕虜となり監獄惑星ハデスに送られる。ハデス解放とその後の脱出作戦ではオナーの右腕として活躍。第二次ヘイヴン戦争勃発前に宙将補に昇進し〈第一次マンティコア会戦〉では主力艦戦隊の一つを率いるが優勢なヘイヴン艦隊との戦いで戦死。その名は艦艇の名前として残る。

#### マーセデス・ブリガム
Mercedes Brigham
軽巡洋艦フィアレスの航海士官。階級は上級宙尉)。オナーよりかなり年長だが、昇進への意欲に乏しく長年その階級に留まっている。バジリスク星系で唯一の航宙軍艦艇になってしまったフィアレスで星系中を駆け回って任務に邁進するオナーに感化される。ヘイヴン偽装艦を撃破し本国に帰還後、指揮官養成課程を受講し准佐に昇進し駆逐艦マドリガルの副長に任命される。
離散歴紀元1903年、オナーの重巡洋艦フィアレス以下の外交任務小戦隊の一員としてグレイソンに派遣され、マサダ航宙軍との戦闘で降伏する。捕虜となり、マサダの星系内秘密基地に引き渡され、そこで熾烈な暴行を受ける。
マンティコア・グレイソンの合同戦隊によりマサダ戦隊は撃破され秘密基地も開放され、救出されて本国に移送される。治療後に後宙佐補に昇進し、マサダ占領軍に加わる。その後グレイソン航宙軍へ派遣される。
スキャンダル後グレイソンで暮らすオナーがグレイソン航宙軍提督（宙将）、第一戦闘戦隊指揮官となった際にその幕僚長となる。オナーがマンティコア航宙軍任務に戻った後、グレイソンに留まり宙将補に昇進する。
オナーがサイレジア近傍のマーシュ星系に派遣された際、オナーの要望に応え、マンティコア航宙軍では階級が一つ下がって准将になるにもかかわらず快諾し再び幕僚長に就任。以後はオナー率いる部隊の幕僚長を務める。

#### ホレース・ハークネス
Horace Harkness, Sir Horace Harkness
軽巡洋艦フィアレス勤務の下士官。離散歴紀元1865年にマンティコア航宙軍に入隊したベテランで電子機器技術者として極めて有能だが、宙兵隊員に喧嘩を売る性癖があり何度も降格処分を受ける。密輸の常習犯でもあったが、フィアレスの指揮官に就任したオナーに感化され通関業務のコツを伝授する。また、当時准尉になり立てのプレスコット・トレメインを気に入って艦上勤務のあれこれの面倒を見るようになり、以来ずっとトレメインと同じ艦に乗務している。（希代の天才ハッカーで、航宙軍省の人事コンピュータに侵入して配置先を書き換えてはトレメインについて行っている。）
軽巡洋艦フィアレス、重巡洋艦フィアレス、偽装巡洋艦ウェイファイラー、重巡洋艦プリンス・エイドリアンに乗艦。プリンス・エイドリアン乗員およびオナーと共に捕らわれた際は国家警務局に帰順したと見せかけて監獄惑星ハデス上空で巡洋戦艦テペスの主要システムを携帯コンピュータからハッキングして停止させ、オナーらの脱出とテペス破壊に最大の貢献をする。ハデス管理施設奪取とその後の国家警務局艦艇奪取にも活躍。マンティコアへ帰国後はその功績が認められ議会勲功勲章を授かりナイトに叙され准士官に昇進する。その後トレメインと共に軽攻撃艇勤務などを経て離散歴紀元1922年にはトレメインが艦長を勤める重巡洋艦アリステア・マッキーオンの艦橋勤務。通常は准佐が勤める席に就いている。
夫人は宙兵隊員のアイリス・バブコックである。

#### プレスコット・トレメイン
Prescott David Tremaine
愛称スコッティ。軽巡洋艦フィアレスの新任士官で階級は准尉。艇庫指揮官を務める。ホレース・ハークネスに気に入られ以後ずっと行動を共にする事になる。軽巡洋艦フィアレスがヘイヴン偽装艦を追撃していた際は艦載艇で本艦を離れている。フィアレスが大損害を受け解役された後は駆逐艦トゥルバドールに配属し搭載艇士官を勤める。その後重巡洋艦プリンス・エイドリアン、仮装巡洋艦ウェイファラーなどに乗務し、搭載艇搭乗・管理を担当する。
准佐であった離散歴紀元1911年にプリンス・エイドリアン降伏と共に人民共和国の捕虜となりオナーらと共に惑星ハデス上空で国警局所属艦テペスから同艦搭載のアサルト・シャトル2機で脱出、同1号艇の操縦を担当しハデス星解放に貢献する。「エリュシオン航宙軍」では元国警局重巡洋艦クラシュナークを指揮する。
本国帰還後は新開発の軽攻撃艇(Light Attack Craft)乗務に配備され、軽攻撃艇隊飛行隊長を勤める。離散歴紀元1921年には上級宙佐に昇進して重巡洋艦アリステア・マッキーオンの指揮官に任じられ、第96重巡洋艦戦隊第一分戦隊の指揮を執る事となりタルボット宙域に派遣される。メサ連盟の秘密基地星系を発見し調査する。

#### ラファエル・カルドネス
Rafael Cardones
愛称ラフィ。軽巡洋艦フィアレスでは次級宙尉、オナーのもとで戦術士官補佐を務める。その後もオナーの部下として仕え、信頼する友となる。重巡洋艦フィアレス・巡洋戦艦ナイキの戦術士官を勤め、仮装巡洋艦ウェイファラー乗り組み時には副長を勤める。第二次ヘイヴン戦争勃発前には上級宙佐に昇進しており、オナーがマーシュ星系に派遣される際に旗艦とした軽攻撃艇母艦ワーウルフWerewolfの艦長である。それ以後ずっとオナーの乗艦の旗艦艦長を勤め、第八艦隊旗艦である超弩級艦インペレーターImperator艦長に転じている。上級宙佐から昇進すると艦長職を退かないといけないため、本人の意思もあり昇進延期となっている。

#### ジェイムズ・マクギネス
James MacGuiness
オナーの従士を務め、のちにはハリントン封領の執事長となる。

#### ミシェル・ヘンケ
Lady Gloria Michelle Samantha Evelyn Henke, Countess Gold Peak
エリザベス女王の従妹であり王位継承順5位。オナーの士官学校時代のルームメイトで親友。貴族社会出身者も多い士官学校でのマナー・処世術の先生であり、『巡洋戦艦〈ナイキ〉出撃！』でオナーの指揮艦ナイキの副長として登場する。『Ashes of Victory』では新型重巡洋艦エドワード・サガナミの艦長（上級宙佐）として、負傷休養中のオナーをマンティコア本星系からグレイソン星へ送り届けている。ゴールド・ピーク伯爵家当主の父と継承権1位の兄を暗殺されたため、ゴールド・ピーク女伯爵となる。
第二次対ヘイヴン戦争では宙将補に昇進し新型艦からなる巡洋戦艦戦隊を率いるが、乗艦を撃破されヘイヴンの捕虜となり、人道的な扱いを受ける。ヘイブンの捕虜から解放された時の宣誓により、その後は同国と戦うことが出来ない。プリチャート大統領からエリザベス3世女王へのメッセージを携えて帰国。次級宙将となり、第10艦隊の指揮をとりタルボット星域へ派遣される。その後の戦功により上級宙将に昇進。太陽系同盟マドラス星域を攻略した際に得た情報から、航宙軍最高司令部及び女王の認可を受けぬままメサ星系への侵攻を行う。メサを降伏させるも、惑星に対する複数の核攻撃の濡れ衣を着せらる。オナー率いる大艦隊に加わりメサ連盟の秘密基地星系を征服したのち、占領軍司令官として留まる。

#### アリス・トルーマン
Alice Truman, Dame Alice Truman
オナーの部下にして友人。航宙軍軍人名家の出。『グレイソン攻防戦』で軽巡洋艦アポロの艦長（階級は宙佐補）としてオナー率いる戦隊の次席指揮官をつとめる。その後サイレジアでの仮装巡洋艦による海賊討伐作戦でも行動を共にする。『女提督の凱旋』では新開発の軽攻撃艇母艦ミノタウルスMinotorの艦長を勤め（階級は上級宙佐）、ハンコック基地に来襲したヘイヴン人民共和国戦列艦戦隊の撃退に貢献する。その後准将を経ず宙将補に昇進。『At All Cost』時は次級宙将、第六艦隊の次席指揮官として同艦隊が壊滅状態に陥るなか辛うじて生還する。ナイト叙勲、デイム・アリス・トルーマンと呼ばれる。
フィラレータ艦隊のマンティコア本星系来襲時にはベーオウルフ・ターミナル経由で侵攻を企てた太陽系同盟の別働艦隊を阻止する。ヘイブンとの講和成立後はオナー・ハリントンが大連合艦隊Grand Fleetの実質的な最高指揮官として作戦立案、政策会議などで多忙を極めるようになったため、マンティコア艦隊側の次席指揮官として訓練・編成・補給などの実務にあたっている。

#### パヴェル・ヤング
Lord Pavel Young, Earl North Hollow
士官学校でオナーを暴行しようとしたときからの仇敵。バシリスク星系ではオナーを陥れようとして果たさず、のちにはハンコック星系での敵前逃亡の罪により、上級宙佐を最後に航宙軍を追放されるが、父の死によりノース・ホロウ伯となる。オナーの恋人ポール・タンカースレイを謀殺した後、陰謀を見破ったオナーに決闘を申し込まれる。決闘規則を破り後ろからオナーを撃つが、返り撃ちにあう。

#### ジョージア・サクリストス
Georgia Sakristos, Lady Georgia Young, Countess North Hollow
別名エレイン・コマンドールスキ。本名は不詳。元はマンパワーInc.にて「製造」された性奴隷。逃亡計画を企てていた奴隷輸送船一隻分の仲間を密告したことで自由を手にする。そのため〈オードゥボン舞踏場〉から許されざる裏切り者として処刑対象となっている。マンティコア星系王国に到達した後、身分洗浄を何度か行いジョージア・サクリストスの身分を得る。エレイン・コマンドールスキ時代に詐欺事件に関わりランディング市警の捜査官を殺害しているため、ランディング市警からも追われる身。その後先代ノース・ホロー伯ディミトリ・ヤングに雇われ保安責任者となるが、エレイン時代の犯罪事実をディミトリに掴まれる。
マンパワー製の性奴隷は顧客満足度を高めるため高い知性を持たされている事が多く、彼女の優れた能力を発揮する。
ディミトリの死後、ノース・ホロー伯爵を継いだパヴェル・ヤングのもとでパヴェルの宿敵のオナーを陥れる策謀を巡らす。しかしパヴェルの蛮行に身の危険を感じ、極秘裏にオナーの盟友に情報を提供しパヴェル・ヤングを破滅に導く。
パヴェル・ヤングの死後、その弟でノース・ホロー伯を継いだステファン・ヤングと結婚、ノース・ホロー伯爵夫人となる。『War of Honor』では政界の暗部を網羅したノース・ホロー・ファイルを駆使して政界を裏から操り政敵を攻撃する。しかし、かつてエレイン・コマンドールスキであった事実とその犯罪歴をアントン・ジルウィッキにつかまれ、かつて〈オードゥボン舞踏場〉の仲間を売った事実も察知される。アントンの提案を受け、72時間の追跡猶予と引き替えにノース・ホロー邸ごとファイルを爆破し、姿を消す。

#### ハミッシュ・アレクサンダー
Lord Hamish Alexander, Earl of White Haven
ホワイト・ヘイブン伯。提督(上級宙将)。妻のエミリーは事故で身体麻痺となっている。『囚われの女提督』で突如オナーへの愛情に気づき、それを悟ったオナーが船団護衛任務に出立したことがオナーの死に繋がったと自身を激しく責める。オナーの生還後はお互いに恋に落ち、エミリーとの間で悩む。第一次対ヘイヴン戦争の停戦後に政敵ハイ・リッジ男爵率いる政権により予備役に編入される。第二次対ヘイヴン戦争の勃発に伴い軍政指導の必要から航宙軍を退役し文官である第一宙軍卿に就任（航宙軍大臣に相当）。オナーとの関係は、グレイソンの法に倣って一夫多妻制でオナーを妻に加える事で解決をみる。ベーオウルフ攻撃で一時は死亡したと見なされる。オナーとともに一時引退する。

#### ソーニャ・ヘンプヒル
Lady Dame Sonja Hemphill, Baroness Low Delhi
上級宙将。『新艦長着任！』では兵器開発委員会議長。新兵器開発に熱心な天才技術者である。エネルギッシュな活動ぶりから、「猛女ヘンプヒル」の異名を頂いている。有能ではあるが、アイデアに凝りすぎる事と、自分の開発技術に自信を持ちすぎるため時に空回りすることがある。新兵器に苦労し苦言を呈したオナーとの関係は一時険悪となるが、オナーもヘンプヒルの打ち出す新機軸が硬直化した航宙戦術に新風をもたらすことは理解しており、後の開発（ミサイルポッド投擲型主力艦、新型の高性能軽攻撃艇など）には素直に賛意を表している。ヘイヴンとの講和後は、並び称されるフォレイカーと協力して新兵器を大連合のために開発する。
後に航宙軍装備開発全般を指揮する第四航宙監に就任。また、ロー・デリー女男爵(Baroness of Low Delhi)を継ぐ。金髪・青緑色の眼の美女である。

#### エリザベス女王
Elizabeth Adrienne Samantha Annette Winton, Queen Elizabeth III of SKM, Empress Elizabeth I of SEM
マンティコア王国の世襲君主、女王エリザベス・ウィントン3世。サン・マルティン、タルボット宙域の諸星間国家を併合した後にマンティコア星間王国は帝国を名乗り女帝となる。オナーに厚い信頼を寄せる。父親を暗殺したヘイブンを激しく憎む。それが第二次対ヘイヴン戦争時にヘイヴン側から提案されたエロイーズ・プリチャート大統領との直接対話を蹴る一因となり〈第一次マンティコア会戦〉の誘因となる。後に第二次ヘイヴン戦争勃発の暗部を知らされてヘイヴンと和解し、エロイーズ・プリチャート大統領とも友人となる。

#### エステル・マツコ
Estelle Matsuko, Lady Dame Estelle Matsuko, Baroness Medusa
外交官。メデューサ星系の駐在の公使。後にタルボット宙域総督。航宙軍と協力してタルボット宙域の併合を成功させる。メデューサ騒乱を収拾した功績によりメデューサ女男爵に叙されている。

#### クラウス・ハウプトマン
Klaus Hauptman
契約移民（自己の労働力を対価として移民した者）後裔のマンティコア最大の企業グループの長。バジリスク星系で規定通りの通関手続きを始めたオナーに社有船舶での密輸を摘発され、さらに直談判に赴いた際に恫喝しようとして逆に屈辱的に追い返される。そのためオナーを恨むが、のちに命を救われて和解する。娘ステイシーもオナーと友人となる。その後トーチ王国に対し小型航宙艦艇の提供を始めとした有形無形の援助を行う。

#### アイヴァース・テレコブ
Aivars Terekhov, Sir Aivars Terekhov
主にサガナミ・シリーズで活躍する。初登場時、上級宙佐。航宙軍に勤務中、途中で外務省に二十数年務め、その後再び艦隊勤務に復帰。第一次ヘイヴン戦争末期に輸送船団の護衛についた際に優勢な敵戦隊に待ち伏せされ、護衛艦艇は全て撃破され自身も右手右足を失う重傷を負い捕虜となる。休戦による捕虜交換で帰国するが、戦闘の犠牲の大きさ、自身の負傷、捕虜虐待等のトラウマが度々彼を苦しめる。帰国後負傷治療などのため数年間は艦上勤務に就かなかったが、第二次ヘイヴン戦争中に最新鋭巡洋艦ヘキサピューマの艦長に任じられ、外交の経験を生かすためにマンティコア星系王国への併合を希望するタルボット宙域に送られる。タルボット宙域の騒乱を解決に導きさらなる陰謀の端緒を掴んだ功績でナイトに叙される。ヘキサピューマの本国帰還後即座に准将に昇進、新編成の重巡洋艦戦隊の指揮官に任命されて本国滞在一週間足らずでタルボット宙域にとんぼがえりさせられる。

#### ジンジャー・ルイス
Ginger Lewis
本シリーズとサガナミ・シリーズに登場する。離散歴紀元1922年3月時点で標準暦年齢46歳(『Shadow of Victory』)。31歳で航宙軍に志願、2等技術兵として仮装巡洋艦ウェイファラーに配属される。ウェイファラー乗り組み後、エンジニアリングの才能を艦上層部に見出され下士官に特進。これをやっかんだ不良乗組員の陰謀で事故を装い殺害されかけた事がある。人民共和国巡洋戦艦との零距離砲戦によってウェイファラーは大破するがジンジャーは少数の生存者の一人となる。
サイレジア星域から帰還後、予備士官養成過程に進み士官に任官。第一次ヘイヴン戦争の休戦後も軍籍に留まり第二次ヘイヴン戦争勃発後に最新鋭重巡洋艦ヘキサピューマの機関長に任じられる。『The Shadow of Saganami』では宙佐補に昇進している。
ヘキサピューマの本国星系帰還後、次級宙佐に昇進。造艦・修理分野の経験を積むために惑星グリフォンの軌道基地ウェイランド(Her Majesty's Space Station Wayland)に配属される。メサによるYawata Strikeによりウェイランドは破壊されるが、技術スタッフは抜き打ちの緊急脱出訓練を実施しており危うく命を拾う。
Yawata Strikeによる甚大な物的・人的損失に伴う大混乱の中、艦長を含む幹部士官の大部分を失った多目的高速支援艦チャールズ・ワード Charles Ward の艦長に任命される。乗員の慣熟訓練の後、アイヴァーズ・テレコブの戦隊の後を追うようにタルボット宙域へ向かう。

#### マイケル・オーバースティーゲン
Michael Oversteegen
サガナミ・シリーズで活躍する。アビゲイル・ハーンズが士官候補生として初めて乗り組んだ重巡洋艦ガントレットの艦長（次級宙佐）として登場する。オナーの政敵であるハイ・リッジ男爵の親戚ではあるが、有能でありオナーやオナーの友人たちの信頼する航宙軍軍人である。最新鋭巡洋戦艦ナイキ（かつてのオナーの指揮艦とは別の新型艦で、艦名を譲り受けた）艦長を経て宙将補に昇進し新編成の第106巡洋戦艦戦隊を預かる。貴族風の勿体ぶった言い回しや発音は徹底しており、同僚や上官から揶揄されることもある。

#### アントン・ジルウィッキ
Anton Zilwicki
Crown of Slavesシリーズで活躍し、本シリーズでも重大な役割を果たす。グリフォン出身の半給休職中の航宙軍宙佐で伝説的なスパイ。『巡洋戦艦〈ナイキ〉出撃！』での初登場時は技術士官（次級宙佐）で、娘と共に輸送船に乗船中にヘイヴン人民共和国巡洋艦戦隊に襲撃され、軽巡洋艦艦長で護衛戦隊の指揮官である妻が輸送船団を守って散華するのをなすすべなく見守る。この後航宙軍を休職し、フリーランスの諜報活動に身を投じる。本シリーズ『War of Honor 』以降に再登場し恋人であるキャサリン・モンテイン元女伯爵とともに反奴隷活動に加わる。天才的なハッカーである。短軀だが大木の幹のようながっしりした体つきで、怪力の持ち主。レスリング体重別の星系王者でもある。
ヴィクターとともにメサに侵入して諜報活動を行い、その陥落後はメサ連盟の実態調査および、大同盟に着せられた核攻撃の濡れ衣を晴らす。

#### ヘレン・ジルウィッキ
Helen Zilwicki
Crown of Slavesシリーズおよびサガナミ・シリーズで活躍する。アントン・ジルウィッキの娘で、任務中に亡くなった母親と同じ名前。サガナミ島の士官学校でオナーの講義を受け、士官候補生としてマンティコア航宙軍重巡洋艦ヘキサビューマに乗艦し候補生訓練航海に臨む。大柄で徒手格闘術の達人。14歳時に父と共に旧地球に赴いた際、ギャングに襲撃され正当防衛ではあるが素手で相手を絞め殺した経験がある。准尉任官後はアイヴァーズ・テレコブ准将の将官付き副官を務めている。士官学校の同期で訓練航海でも同乗したパウロ・ダレッツォ(Paulo d'Arezzo)と次第に愛を深める。

#### ニミッツ&サマンサ
Nimitz and Samantha
スフィンクス原産のモリネコ。六本足で高い知能と感情を読み取るテレパシー能力を持ち、ニミッツはオナーと絆を結ぶ。その戦闘能力でしばしばオナーを危機から救い、特にオナーと共グレイソンのベンジャミン・メイヒュー護国卿を暗殺の危機からに救ったことで有名。ニミッツの配偶者のサマンサは『サイレジア偽装作戦』で人間のパートナーを失う。通常パートナーを失ったモリネコは食を絶って衰弱し死に至るが、サマンサはニミッツの仔を宿していたため生き延びる。その後サマンサはオナーとの再会で感情が極度に高まったハミッシュ・アレクサンダーに共鳴して絆を結びパートナーとなっている。モリネコは太古から続く種族記憶を持ち、サマンサは種族記憶を伝える「歌い手」である。

#### トラヴィス・ロング
オナー・ハリントンの時代の約400年前、ステファニー・ハリントンと同時代のマンティコア航宙軍勃興期の軍人。The Manticore Ascendant シリーズの主人公。

### グレイソンの人々

#### ベンジャミン・メイヒュー
Benjamin Mayhew
グレイソンの世襲君主であるベンジャミン・メイヒュー9世護国卿。領主会との微妙なバランスの中で、グレイソンを改革し産業と軍事を近代化する。オナーとは友情を築き上げその庇護者となり、新たな封領の領主とする。マンティコア王国からの技術が流入してきた時点で実年齢は30代と、既に寿命延長処置を受けることが出来なかったが、離散歴1922年時点ではまだまだ健在。

#### ハワード・クリンクスケールズ
Howard Clinkscales
メイヒューの政府の大臣であったが、ハリントン封領が創設された際にその摂政となる硬骨の好漢。オナーが死亡したと思われていた時期、その両親のアルフレッド・アリソン夫妻にハリントン封領の後継者をもうけてもらうアイデアを思いつく。離散歴紀元1920年に老齢によって死亡。

#### カーソン・クリンクスケールズ
Carson Clinkscales
ハワード・クリンクスケールズの甥。グレイソン航宙軍に入隊し、『囚われの女提督』、『女提督の凱旋』でオナーの将官付き副官として行動を共にする准尉。オナーより背が高く、平均的に小柄なグレイソン人としては巨人。離散歴紀元1920年には宙佐補に昇進しており巡洋艦の艦長となっている。

#### アビゲイル・ハーンズ
Abigail Hearns
サガナミ・シリーズで活躍する。オーウェンス封領の領主の長子として生まれ、オナーにあこがれて、サガナミ島の士官学校で教育を受け、グレイソン航宙軍史上初めての女性士官となる。士官候補生として候補生訓練航海では同盟するマンティコア航宙軍の、マイケル・オーバースティーゲンの指揮する重巡洋艦ガントレットGauntletに乗り組む。離散歴紀元1920年には次級宙尉で次席戦術士官として重巡洋艦ヘキサピューマに搭乗しタルボット宙域へ向かう。

### ヘイブン人民共和国の人々

#### ワーナー・キャスレット
Warner Caslet
軽巡洋艦の指揮官であったが、サイレジアにおいてマンティコア商船（実は偽装巡洋艦）を海賊から救おうとして、偽装作戦中の同船指揮官であったオナーに捕虜にされる。その後ヘイブンに戻り、今度は捕虜となったオナーらの連絡要員となり待遇に気を配るが、コーデリア・ランサムの監視対象となっている。オナーらの脱走に巻き込まれて仲間に加わり、収容所惑星ハデスに逃げる。オナーらと共にハデスを脱出、グレイソン航宙軍護国卿戦隊(Protector's Own Squadron)に加わる。後にグレイソン航宙軍宙将補。

#### レスター・トルヴィル
Lester Tourville
市民宙将補として、第一次対マンティコア戦争時に、対連合領侵攻艦隊の指揮官としてオナーを捕虜とする。国防警務局所属艦テペスTepesから脱出するオナーを見逃す。ヘイブン共和国航宙軍において上級宙将となった第二次対マンティコア戦争では〈第二次ザンジバル会戦〉で勝利するが、〈第一次マンティコア会戦〉で降伏、捕虜となる。マンティコア-ヘイヴンの講和と同盟締結に伴い解放され、艦隊指揮に復帰する。再編された共和国航宙軍第二艦隊の指揮官に再任され、〈第二次マンティコア会戦〉に参加。その後、同艦隊を率いてゴールド・ピーク（ミシェル・ヘンケ）提督の支援のためタルボット宙域に派遣される。カイザー髭の持ち主で愛煙家。意図してカウボーイ的な性格を演じているが、実は思慮深い人物である。

#### シャノン・フォレイカー
Shannon Foraker
サイレジアにおいてワーナー・キャスレット共にオナーの捕虜となる（当時市民宙尉）。その後トルヴィルと共にオナーを捕虜とする。第一次対マンティコア戦争終結後に艦上勤務を下りて新兵器の開発に専念する。マンティコア王立航宙軍のソーニャ・ヘンプヒル提督とならぶ軍事技術の天才であり、技術全般に劣るヘイヴン共和国航宙軍で有効に戦うために開発した技術・考案したテクニックはいずれもシンプルにして効率的である。後に上級宙将、共和国航宙軍調査開発局局長。軍律には無頓着な所がある。レスター・トルヴィルやジャビエル・ジスカールらは休戦直後に駐留星系で国警局に逮捕されかけるが、フォレイカーが国警局艦隊に動力炉の暴走コードを送り、艦隊ごと片付けてしまう。後にヘイブンの秘密武器開発工場であるBoltholeの指揮官となる。マンティコアとの大同盟成立後には、並び称されるヘンプヒルと協力して新兵器開発を行う。

#### ジャヴィエル・ジスカール
Javier Giscard
航宙軍の市民宙将補として登場する。弁務官として配属されたプリチャートの愛人となる。エスター・マックイーンの軍務相就任後に抜擢され宙将に昇進、連合宙域に逆襲をかけるイカルス作戦の指揮を執る。有能かつ名誉を尊び、無益な殺戮は行わない。第一次対マンティコア戦争を生き抜き、第二次対マンティコア戦争において、〈第一次マンティコア会戦〉に先立つ〈ローヴァット(Lovat)会戦〉で戦死する。

#### エロイーズ・プリチャート
Eloise Pritchart
ジャヴィエル・ジスカール付きの弁務官として登場し、国防警務局に隠れてジスカールと親密な関係を持つ。テイスマンのクーデターの後にティスマンに乞われ、共和国大統領となる。プラチナ・ブロンド美女。世襲議員体制下では、「コラテラル･ダメージを避けるクリーンなテロリスト活動」を遂行する。

#### トマス・テイスマン
Thomas Theisman
かつては駆逐艦艦長としてグレイソンでの戦いで捕虜となるも、その後母国に戻り、第一次対マンティコア戦争では劣勢な中で善戦する。バーネット基地司令官職を経てサン=ジュストがヘイヴン政権を掌握した後は軍務長官に任命されるが、休戦後クーデターを起こしてサン=ジュストを倒す。しかし政権は強奪せずエロイーズ・プリチャートに大統領職を委任し新政権でも軍務長官を勤める。第二次ヘイヴン-マンティコア戦争の講和締結・大同盟成立後はほぼ本国に戻らず、マンティコア本星系において大同盟の共同作戦の立案にあたっている。

#### アルフリード・ユー
Alfred Yu
ヘイヴン人民共和国の無産階級の出身ながら、自らの努力で人民航宙軍宙佐に昇り、巡洋戦艦サラディンを預かる。有力な世襲議員との縁故のない人物が主力級艦艇の指揮を執る立場に立つのは当時は希有の事である。マサダのグレイソン侵攻に荷担するヘイヴン本国からの訓令と名目上の指揮官であるマシュー・シモンズ師（マシューはマサダ最高指導者の実弟である）の傲慢・粗暴さに悩まされながらも忠実に任務をこなし、グレイソン航宙軍を半ば壊滅させる。しかしオナーの活躍により作戦の遂行が危うくなった折、マサダ人の陰謀により乗艦を奪取され搭載艇で脱出、マサダが制圧された後マンティコアへ亡命する(『グレイソン攻防戦』)。
その後グレイソン航宙軍に勤務し、『復讐の女艦長』の事件でオナーが現役を退きグレイソンに渡った際には同国航宙軍に宙将として招聘されたオナーの旗艦艦長を勤め、感情的相克を克服して勝利に貢献する（『航宙軍提督ハリントン』）。以後グレイソン航宙軍において宙将へ昇進、フィラレータ艦隊のマンティコア本星系来襲時には同艦隊包囲陣の一翼を指揮する。その際のフィラレータ艦隊（太陽系同盟第11艦隊）からの不可解なミサイル斉射について、重要な示唆を行う。
トマス・テイスマン、ジャヴィエル・ジスカール両名の恩師でもある。

#### ヴィクター・カシャ
Victor Cachat
Crown of Slavesシリーズで活躍するが、本シリーズでも重要な役割を果たす。ヘイブンの生んだ最も有能な若きスパイであり、母国にはきわめて忠実。トーチ王国の建設に大きくかかわり、エレウォンとトーチにおける、ヘイブンの諜報部長となる。アントン・ジルウィッキとしばしば行動を共にする。第二次ヘイブン-マンティコア戦争のさなかにオナーと直接対面した事もある。射撃に優れ、尋問対象を問答無用に恐怖させるモンスター的な部分を持つ。サンディ・パレインの恋人となる。アントンとともにメサに侵入して諜報活動を行い、その陥落後はメサ連盟の実態調査および、大同盟に着せられた核攻撃の濡れ衣を晴らす。

### トーチ王国の人々
Crown of Slavesシリーズで活躍する。国民の大部分は逃亡したか自らの才覚で自由を得た元奴隷からなる。トーチ王国は建国後に〈オードゥボン舞踏場〉の根拠地ともなる。国民である元奴隷またはその子孫は、身体的特徴を整形あるいは遺伝子修正により、普通に戻す事を良しとしない。これは出自に対する誇りであると共に、彼らの尊厳を踏みにじった奴隷製造企業・市場・顧客に対する挑戦状でもある。奴隷制関係者を処断する際には、執行人達は揃って奴隷を示すマーキングを施された舌先を出して見せ、処刑の理由として示す。

#### ベリー・ジルウィッキ
Berry Zilwicki
元は地球のニュー・シカゴのスラムに住まう浮浪児で、組織犯罪に巻き込まれるがアントン・ジルウィッキに救われ養女となる。後にトーチの初代女王となる。出会う人の心を暖かく包む天性の才能を有している。

#### ルース・ウィントン
Ruth Winton
エリザベス女王の弟と結婚したマサダ出身の母の連れ子。ハッキング能力と情報分析能力に優れており、反奴隷運動に加わって、トーチ王国の情報部長となる。

#### サンディ・パレイン
Thandi Palane
大重力惑星に移住し、自然適合した（遺伝子操作は受けていない模様、そのためメサの遺伝子サンプル蒐集対象となっている）一族の末裔でスーパー女戦士。ただし骨格が頑健で筋肉比率が多すぎるため水泳はできない。熟練の陸戦指揮官。太陽系同盟軍の一員で宙兵隊大尉であったが太陽系同盟マヤ星域政府の思惑もあり、宙兵隊を辞職し、トーチ王立軍の司令官となる。ヴィクター・カシャの恋人。カシャ、アントン・ジルウィッキと共にメサに赴き、元奴隷たちを指揮して激戦を戦う。

#### ジェレミーX
Jeremy X
召使系奴隷として製造された後逃亡。エンターテナーの素質を持たされアクロバット演技に長ける。〈オードゥボン舞踏場〉の幹部で、トーチ王国の国防相となる。〈オードゥボン舞踏場〉のメンバーに・・・ Xの名前が多いのは宇宙時代以前の黒人解放運動指導者マルコムXにちなんでいる。

#### W.E.B. ドゥ・ハヴェル
Dr. W.E.B. Du Havel
トーチ王国の首相。労働系列の遺伝子奴隷であったが逃走し、自由を得た過去がある。労働系列奴隷は危険環境での作業を強いられ、作業機械類の操作を習得するため知的水準を低く設定できない。このことはマンパワーにとって諸刃の剣である。社会政治学者で著作多数。アフリカ独立運動にかかわったW・E・B・デュボイスにちなむ。

#### サブロ―X
Saburo X
メサ陥落後は、その再構成された警察の初代長官となり、メサ市民及び元奴隷たちの協力を得る。

### 太陽系同盟

#### マンダリン
マンダリンは太陽系同盟を牛耳る5人の終身官僚のグループのあだ名である。
- イノケンティ・コロコルツォフ(Innokentiy Kokoltsov):終身首席外務次官、リーダー格
- ネイサン・マカートニー(Nathan McCartney) : 終身首席内務次官
- オモスペ・クォーターメイン(Omosupe Quartermain) : 終身首席商務次官
- マラカイ・アブルッツィ(Malachai Abruzzi) : 終身首席教育情報次官
- アガタ・ウォドスロウスキー(Agata Wodoslawski) : 終身首席財務次官

#### ローカン・ヴェロチオ
Lorcan Verrochio
太陽系同盟の辺境保安庁マドラス宙域の長官。マドラス星域首府マイヤーズ星系へのマンティコア第10艦隊の侵攻の際に捕らえられる。

#### ジュニアン・ホングボー
Junyan Hongbo
太陽系同盟の辺境保安庁マドラス宙域の副長官。密かにメサとつながり、その利益のための工作を行う。マドラス星域首府マイヤーズ星系へのマンティコア第10艦隊の侵攻の際に捕らえられる。

#### オラヴィル・バレゴス
Oravil Barregos
おもにサガナミ・シリーズとCrown of Slavesシリーズに登場する。『Crown of Slaves』で初登場する。当初は太陽系同盟マヤ星域の副知事として登場。"Wages of Sin"での事件を巡り、メサ出身の奴隷保有者に支配されるコンゴ星系の、元奴隷勢力による解放とトーチ王国建国に協力する。その傍ら自身の陰謀を巡らせ、トーチ王国建国式典に出席した星域知事を暗殺し自身が知事に昇格する。彼の野望は太陽系同盟の辺縁部に位置しながら例外的に産業が発達し豊かなマヤ星域を同盟の収奪の手が伸びる前に独立させる事である。また、メサがコンゴ星系の保持だけでなく周辺星域に触手を伸ばしていることも察知、密かにエレウォン共和国やヘイヴン共和国、さらにはマンティコア星系王国とも連絡を取りながら対策を講じている。野心家であり、独裁的ではあるが星域の利益を第一に考え行動するのは太陽系同盟の官僚機構の中では例外的存在である。

#### ルイス・ロザック
Luis Rozsak
おもにサガナミ・シリーズとCrown of Slavesシリーズに登場する。『Crown of Slaves』で初登場する。当初は太陽系連合艦隊マヤ星域派遣戦隊の指揮官で宙佐。オラヴィル・バレゴスの協力者。コンゴ星系の解放に協力、その後に体制復旧のため来航したメサ航宙軍の戦隊を追い払う。メサは太陽系同盟に対し贈賄等で影響力を持つが、コンゴは公的にはメサの保有星系ではなかったため奴隷制度星系の解放に協力し太陽系同盟の影響下に置いたという名目上の功績で提督(宙将補)に昇進する。
『Torch of Freedom』では、旧人民共和国国警局の戦隊がメサの走狗となってトーチ王国への軌道爆撃による全住民抹殺を企んで来襲するが、あり合わせの商船を改造したミサイルポッド投擲艦を駆使して勝利する。しかし自らの戦隊も大きな損害を受ける。その後秘密裏にエレウォン共和国と協力し強力な近代的艦隊の整備に乗り出している。

#### ダミアン・ハラハップ
Damien Harahap
おもにサガナミ・シリーズとCrown of Slavesシリーズに登場する。太陽系同盟辺境星系の出身で、太陽系同盟憲兵隊大尉(作戦中行方不明扱い)。『The Shadow of Saganami』でメサに操縦される上官の命令でタルボット宙域の不安定化を目論む。アイバース・テレコブの活躍で陰謀が失敗に終わった後、証拠隠滅を目論む上官の雇った殺し屋に命を狙われるがメサのフィールド・エージェントに窮地を救われ、メサ連盟に直接雇われる事となる。マンティコア星系帝国の信用失墜を狙った作戦ヤヌスの現地工作員として活動。その過程でアルブレヒト・デトワイラーのクローン息子の一人で諜報活動を掌握するコリン・デトワイラーと対面する(『Shadow of Victory』)。工作活動中にマンティコア航宙軍に捕縛され、尋問のためマンティコア主星系に連行される。自身の工作活動が多数の犠牲を生んだことは自覚しており、どんな処罰も受ける覚悟をする。だが、尋問の過程で誰もが予想していなかった椿事が発生してしまい、処罰を下す事が事実上不可能となってしまう。(『Uncompromising Honor』)。その後は大同盟の情報活動に加わる。

#### アルブレヒト・デトワイラー
Albrecht Detweiler
おもにサガナミ・シリーズとCrown of Slavesシリーズに登場する。奴隷貿易企業マンパワーなどを操るメサの指導者。しかしその存在は徹底的に秘匿されている。かつてベーオウルフを離れて遺伝子操作による奴隷の製作と販売を始めたレオナルド・デトワイラーの子孫（交配による子孫ではなく始祖のクローンで、世代毎に遺伝子改良を加えられている）。自らのクローンである息子たちに諸分野の監督を任せ、太陽系同盟を崩壊させ、メサの敵であるマンティコアとヘイブンを破壊する秘密計画を成就させようとしている。計画の中枢組織もまた厳しく秘匿されている。工作の過程でメサ星系への疑惑と攻撃が生ずる事を予期し中枢組織を極秘星系へ移転させる計画の実行を命ずる。しかし自らの脱出は大同盟航宙軍(Grand Fleet)艦隊の襲来により不可能となり、核兵器を用いて自爆し数百万人の命と共に自らの存在を消去する(『Shadow of Victory』)。

##### アルブレヒトのクローンの息子たち
- ベンジャミン(Benjamin) : 軍事担当
- コリン(Collin) : 諜報担当
- ダニエル(Daniel) : 遺伝学以外の研究開発担当
- エヴェレット(Everett) : 遺伝学の研究開発担当
- フランクリン(Franklin) : 政治戦略担当
- ジャーヴェイス(Gervais) : 外交担当

### その他

#### チェン-リュー・アンダーマン
Chien-Lu Anderman, Herzog von Rebenstrang
アンダーマン帝国の航宙軍軍人で、現皇帝グスタフXI世の従兄弟にあたる、オナーの友人。レーベンシュトラング公爵。階級は航宙軍元帥。アンダーマン帝国における最高の戦術家と目されている。オナー・ハリントンの戦歴と戦術才能に興味を持ち、オナーが仮装巡洋艦戦隊を率いてサイレジア連邦に派遣された際に同国に駐留しておりオナーを旗艦デアフリンガーに招待している。マンティコア-ヘイヴン戦争の休戦末期にマンティコア星系王国とアンダーマン帝国の緊張が高まった際には、事態収拾のため再びサイレジアに派遣される。両国間で大規模な武力紛争に至らなかったのは、オナーとチェン・リューとの個人的な関係も貢献している。マンティコアとヘイヴンの間での大連合成立時には皇帝の名代としてマンティコア本星系に来訪し、条約調印を見守る。

## オナー・ハリントン・シリーズの世界

### マンティコア
Star Kingdom of Manticore, Star Empire of Manticore, Manticore binary system
Manticore
恒星を二つ持つマンティコア二重星系の恒星マンティコアAの第三惑星の名前であり、首都はランディング市。またマンティコア王国、後に帝国の名前でもある。フランス革命前後の時代のイギリスをモデルとしている。初期移民直後に疫病で人口が激減した社会危機を乗り切るために強力な指導体制を確立し、大量の移民を呼び入れる過程において、在来市民の権利を守るために王制ならびに貴族制を採用する。君主の親の一方は一般市民でなければならないと憲法で規定されている。元々単星系国家であったが、第一次ヘイヴン戦争前にバジリスク星系を、第一次ヘイヴン戦争中にトレヴァー星系（同星系には有人惑星サン・マルティンがある）を、休戦後にリンクス星系を併合する。バジリスク星系は非人類知性種族が暮らす無人星系であったが、トレヴァーとリンクスの併合は先方の要望によっている。第二次ヘイヴン戦争中にタルボット宙域を併合した後は、マンティコア帝国を名乗る。トレヴァー星系併合前の人口は30億人程度であったが、タルボット宙域を加えて300億を超える総人口となる。
主星系は6つ(後にさらに一つ発見され合計7つ)のワームホールにつながるマンティコア・ジャンクションを抱えるため、交通・貿易の要所となり、産業も盛んで豊かな国家である。長らくヘイブンと戦争状態にあり、戦争による技術の開発促進によりその軍事技術は太陽系同盟を大きく凌駕するレベルに達する。ヘイヴンとの大同盟を成立させ、太陽系同盟、メサ、その秘密基地星系を相次いで征服する。

#### スフィンクス
Sphinx
マンティコア王国を構成する、マンティコア二重星系の惑星であり、恒星マンティコアAの第四惑星。居住可能であるが地球と比べて35%大きい重力を持つ。モリネコ(treecat)と呼ばれる六本足で知性とテレパシー能力を持つ動物の故郷でもある。オナー・ハリントンの故郷。森林地帯の多くはモリネコの居住地域となっているため人類による開発は禁止されている。

#### グリフォン
Gryphon
マンティコア王国を構成する、マンティコア二重星系の第三の居住可能な惑星。恒星マンティコアBの第四惑星。地軸傾斜が大きいため、温帯地域でも夏は酷暑、冬は酷寒。アントン・ジルウィッキの故郷。ジルウィッキを始めとしたグリフォン高地人と呼ばれる人たちは生活環境の厳しさもあり一風変わった頑固一徹さを有している。広大な未開発地域を抱え、その多くは王室の保護地となっている。オナーが伯爵から公爵に昇爵するにあたり、公爵領はその王室保護地域から下賜される。

### グレイソン
Protectorate of Grayson
科学技術を拒否する宗教信者によって植民された惑星であるが、重金属の極めて多い人類にとって有毒な惑星でそのままでは人類の生存維持は困難である。それに対処するために入植世代の遺伝子学者が大幅な遺伝子改変を行い、その結果として男児の流産比率が著しく高まり男女比1:3という不自然な人口構成となる。その結果一夫多妻制が行われ、女性の権利は極めて限定されている。また環境の問題から生活圏も制限されており、人口増加が制限されている。最近まで他の世界から孤立していたが、『グレイソン攻防戦』の数十年前に交流が再開している。護国卿率いる領主会によって政治を行う。オナーによって宿敵のマサダから救われ、これに感謝してオナーを封領の領主とする。マンティコアの援助によって急速に産業と軍備を近代化し、マンティコアの有力な同盟者となる。小惑星帯など星系全体の金属比率も非常に高く産業効率が良いため、新技術導入後の産業・経済拡大は爆発的に進んでいる。武術として「剣技（旧地球日本の剣術が源流）」が盛ん。スポーツは野球が人気で、野球場はオリジナルに拘りフィート・ヤード法で建設されている。メサ連盟にマンティコアと同時に奇襲攻撃を受け、大損害を被る。

### マサダ
Masada
グレイソンから超反動的な保守主義者が分離して隣の星系に作った国であり、グレイソンを仇敵として憎む。ヘイブンと共同してグレイソン侵略を企むが敗れ、グレイソン・マンティコアの合同軍に占領される。マサダ出身のテロリストはその後もグレイソンやマンティコアに抗し続けるが、一般市民は厳格な宗教規律からの解放や寿命延長を始めとした生活に直結する新たな技術の恩恵で徐々に開明しつつある。惑星マサダは自転軸の傾斜が大きいため気候は厳しいが、通常の植生が可能な土壌でグレイソン人から見れば垂涎の星でもある。そのため人口増加が進み、マンティコアとヘイヴンが加わった最後のグレイソン・マサダ抗争時はグレイソンの2倍を超える60億の人口を有する。
国名は、旧地球において古ユダヤ王国がローマ帝国に滅ぼされた後残存ユダヤ人勢力が数年にわたって立てこもりローマ軍の包囲に抵抗、最後は全員戦死・自決したマサダ要塞に因む。

### エレウォン
Republic of Erewhon
かつてマフィアにより創設された、エレウォン・ワームホール・ジャンクションを持つ星系の共和国。共和国の形態ではあるが、通常は筆頭3家とそれに次ぐもう1家の合議により政策が決定される。マンティコアの同盟国としてヘイブンと戦ったが、休戦後のハイ・リッジ政権の同盟国に対する態度が傲岸であったために同盟を離脱してヘイブンの同盟国となる。太陽系同盟に近いこともあり、諸国のスパイが多く行き交う。マンティコアからの同名離脱までに提供され共有した技術の多くをヘイヴン共和国に提供する。離散歴紀元1921年頃から、ポッド投擲型主力艦などの新世代艦艇の建造にとりかかっている。

### トーチ
Kingdom of Torch
エレウォン星系の近傍にある星系の惑星で、かつてはメサが支配し、”コンゴ”と呼ばれる。その名の示す通り熱帯雨林が多くを占める高温多湿気候の惑星。星系にはワームホール・ジャンクションの存在が発見されている。解放された奴隷によって独立国が建設され、ベリー・ジルウィッキが初代女王となり、ルース・ウィントンが情報部長となる。ワームホール・ターミナルには重大な秘密が隠されており、そのため調査のため送り出した測量船が失われている。

### アンダーマン
Andermani Empire
多くの星系にまたがる大帝国。首都星系はニュー・ベルリンNew Berlin。中国系の植民者が入植した惑星が土壌問題から食糧難に陥り、その解決策をもたらしたドイツ系の傭兵指揮官を君主として迎えて創立される。そのためドイツ系の名前や文化を持つが、その支配層も臣民も人種的には中国系である。専制政治ではあるが柔軟な政策を敷いており、名君も輩出しており国民の支持も得ている。軍務においては伝統的軍人家系が大きな影響力を有している。マンティコア・ワームホール・ジャンクションからつながるワームホールを持ち、第二次ヘイヴン-マンティコア戦争勃発後はマンティコアの同盟国である。プロイセンをモデルにしている。

### ヘイブン
People's Republic of Haven
ヘイブン星系の名であり、多くの星系からなるヘイブン人民共和国の名前である。元は母星系と少数の直轄植民星系からなる国家であったが福祉政策の暴走と権力構造の硬直化（世襲議員政治）による財政悪化の対策として近隣星系を侵略してその経済を収奪する事を繰り返し、100以上の有人星系を有する一大星間国家となる。総人口は3,000億に達する。拡張の経緯により、人口に比べてその国力は貧弱である。
本シリーズ当初には、世襲大統領を筆頭とする旧体制の世襲議員によって統治されていたが、第一次対マンティコア戦争開戦直後のロブ・ピエール、オスカル・サン=ジュスト、コーデリア・ランサムらによるクーデターの後は、3人が支配する国家安全評議会による恐怖政治の体制となる。第一次対マンティコア戦争休戦後の航宙軍による再度のクーデターで、世襲議員政治以前の共和国憲法を復活しより温和な体制に生まれ変わる。国名もRepublic of Havenが復活する。三巨頭全てが倒れるまでの国家像は明らかに革命前後のフランスをモデルとしている（ロブ・S・ピエールはマクシミリアン・ロベスピエール、オスカル・サン=ジュストはルイ・アントワーヌ・ド・サン＝ジュストに由来する）。
マンティコア星系帝国との大同盟（Grand Alliance）成立後にはマンティコア星系帝国との交易が復活し急速な発展の兆しを見せている。

### サイレジア連邦
Silesian confederacy
アンダーマン帝国とバジリスク星に挟まれるように存在する約60の有人星系からなる連合国家。
中央政府の権威に乏しく求心力が低いため、各星系の政策、利害がまちまちで個別の思惑で勝手に行動するのが常態となっており中央政府に対する反乱も度々発生する。中央政府から任命された星域知事は収賄を重ね堕落している。航宙軍は分離運動を抑制するために拘束されて星間警察力が機能しておらず、また太陽系同盟・メサ等の画策により海賊や奴隷売買が横行し星系政府とも結託している。海賊は交易を主要産業とするマンティコア星系王国には頭の痛い問題で、アンダーマン帝国共々通商路警備のための艦艇を派遣する。サイレジア連邦航宙軍は自国の領域内の海賊を鎮圧する実力を持たず、両国軍の駐留を許す。『サイレジア偽装作戦』では第一次マンティコア-ヘイヴン戦争の勃発後マンティコア航宙軍が警備艦艇を引き上げざるを得なかったため海賊被害が激増し、オナーが仮装巡洋艦戦隊を率いて赴く要因となる。同時期にヘイヴン人民共和国も通商破壊艦隊を派遣する。
第二次マンティコア-ヘイヴン戦争直前にはアンダーマン帝国の軍事強硬派の影響さらにヘイヴン共和国の干渉によりサイレジア連邦領域の主導権を巡ってマンティコア星系王国とアンダーマン帝国間の軍事衝突が起きかける。事態を収拾するためマンティコアからはオナーが、アンダーマン帝国からはオナーと『サイレジア偽装作戦』で友誼を結んだレーベンシュトラング公チェン=リュー=アンダーマンが派遣される。派遣されたオナーの任務部隊を攻撃するためにヘイヴンが大兵力を派遣した事が判明し、その事実をオナーがチェン=リューに伝えたため両国の緊張は緩和される。自国領域近傍にヘイヴンが大艦隊を派遣した事実はアンダーマン帝国首脳に衝撃を与え、『War of Honor』では第二次マンティコア-ヘイヴン戦争でアンダーマン帝国がマンティコアと同盟を結ぶ要因となる。
『Mission of Honor』では、サイレジア連邦が自国領域を統治出来ておらず、改善の見込みもない事にアンダーマン帝国・マンティコア星系王国双方とも堪忍袋の緒を切らし、両国でサイレジア連邦を分割して占領・併合する計画が進行する。サイレジア連邦政府もこれを受け入れ、大抵のサイレジア国民も自国の現状に辟易していたためか、さしたる抵抗もなく作戦は進行する。

### 太陽系同盟
Solarian League
あらゆる人類圏星間勢力の中で最大の、中枢星系群だけで3兆を超える人口と最大の産業基盤と最大の航宙軍を持つ、多くの独立国からなる連邦である。首都は地球のニュー・シカゴ。実際の政治は巨大な官僚制によって切りまわされており各部門の長である事務次官（Permanent undersecretary）5名が実質的な太陽系同盟の支配者である。各星系から選出された代議員による議会は存在するが、法案は官僚組織の策動により星系間での利害対立を煽られるため滅多に通過・成立しない。そのため上級官僚が発行した政令により政策が実行されている。議員から選出される各省庁の大臣、さらには大統領もお飾りであり実権は無いに等しい。辺境部は辺境保安庁(Office of Frontier Security) によって管理されており、各星系政府や星間企業と結びついて住民搾取の体制を構築しており腐敗している。巨大で強大と思われたが実は弱点だらけと、アヘン戦争期の清帝国をヒントにしていると思われる。5人の終身次官は大連合からFive Mandarins(マンダリン)と呼ばれている。
航宙軍情報局は、マンティコア・ヘイブン両国の戦争の戦況報告から示される両国の軍事技術の急激な発展を信用せず、いざマンティコアとの紛争が起きたとき手も足も出ない状況となる。太陽系同盟艦隊の艦艇はすべて破壊されるか降伏して帰還しないため、大連合の正確な兵器性能データを得ることができない。しかしメサと関係の深い星間企業Technodyne等から新型の多段ミサイルの提供を受けるなどし、航宙軍は徐々に戦闘能力を高める。
公的には太陽系同盟はメサの遺伝子奴隷貿易に反対の立場を取っており民衆世論もそれに倣っている。しかし政府を運営する官僚機構や軍部の中にはメサに買収され走狗となっている者も多く、メサのエージェントも入り込んでいる。
オナー率いる大同盟の艦隊の前に降伏し、新憲法の制定を強制される。

#### メサ
Mesa
太陽系同盟外縁部に存在する単星系国家。太陽系同盟の構成国家ではない。首都名は遺伝学の始祖グレゴール・ヨハン・メンデルに因んだメンデル。ベーオウルフの出身だがその倫理的規範と対立した科学者レオナルド・デトワイラー(Leonard Detweiler)によって設立される。レオナルドは自らのクローン後継者の影武者（これも自身のクローン）を公衆の面前で爆殺し、以後同国の真の支配層は地下に潜る。表向きの政府は飾り物であり操り人形であるが、政府当局者は誰もその事を知らない。秘密裏に"メサ連盟"(Mesan Alignment)を組織し、太陽系同盟の崩壊と、マンティコアおよびヘイブンの壊滅を企む。極めて検出が困難な駆動機関を備えた艦隊と人間の肉体を任意に操る医学技術を持つ。メサ出身の改良優良遺伝子保有者によって支配される星間国家が既に複数存在し、これらも駆使しての優良遺伝子保有者による「全人類」の専制支配がメサ連盟の究極目標である。
奴隷貿易で悪名高い星間企業マンパワーの本拠がある。
惑星メサ自体にも多数の奴隷がいるが、契約を完了するなどして奴隷の身分を返上した元奴隷やその子孫も多い。彼らは二級市民second class citizenとされ''Seccy"と蔑称されている。元奴隷の勢力はメサ政府に対して反抗的ではあるが正面切った対決はしておらず、〈オードゥボン舞踏場〉とも一線を画していたが、その状況はメサ連盟の策動が進むにつれ一変する。
メサ連盟には表向きの組織と裏の組織の二つがあり、ヘンケによるメサ征服を前にして後者の重要人物は、あらかじめ用意していた二つの秘密基地の星系へと脱出する。彼らが死亡したとの偽装のためにメサを自ら核攻撃し、ヘンケ率いる大同盟の艦隊に責任を負わせる偽装をする。秘密基地星系のうち一つは発見され、オナー率いる大艦隊に征服される。

#### ベーオウルフ
Beowulf
太陽系同盟の一員である、1星系の国家であり、先進的な遺伝子工学で知られるが、厳格な医療倫理に従う。マンティコア・ジャンクションにつながるワームホールを持ち、マンティコアの有力な貿易相手であり交流も盛んである。極めて開放的な性的道徳でも知られる。オナーの母アリソンの出身地である。かつて「最終戦争」では遺伝子改変により超兵士化した一部人類によって旧地球はかつて破壊されつくし、ベーオウルフは旧地球の救援・復興を主導する。その反省から制定されたのがベーオウルフの遺伝子倫理規範である。これに背き建国されたメサの奴隷貿易を激しく憎む。が、厳しすぎた遺伝子倫理規範がメサ連盟というモンスターを産んだという反省の声も聴かれる。メサ連盟に奇襲攻撃を受け、4000万人以上を失う。